# 京急2100形電車

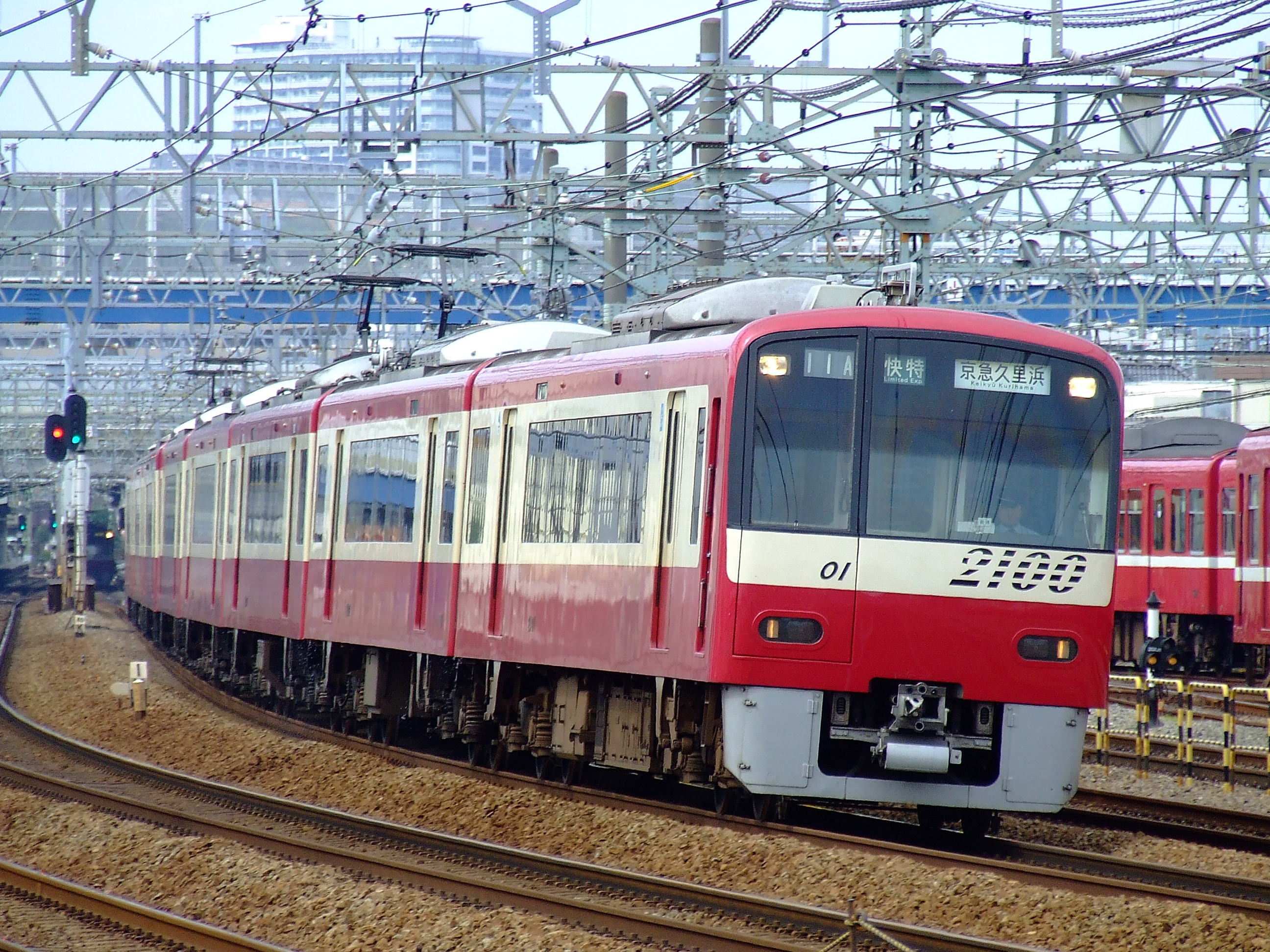
2100形（更新前）

京急2100形電車（けいきゅう2100がたでんしゃ）は、1998年（平成10年）3月28日に営業運転を開始した、京浜急行電鉄の2扉クロスシートの車両である。
本項では、特記のない限り各種文献に倣い、京急本線上で南側を「浦賀寄り」または「浦賀方」、北側を「品川寄り」または「品川方」、東側を「海側」、西側を「山側」と表記する。編成番号は浦賀方先頭車の車両番号で表記する。
また、「新1000形」は2002年（平成14年）登場の1000形（2代）、「1000形」は1959年（昭和34年）登場の1000形（初代）、「700形」は1967年（昭和42年）登場の700形（2代）、「600形」は1994年（平成6年）登場の600形（3代）を指すものとする。

## 概要
主に京急本線・久里浜線を運行する快特で使用されていた2000形の後継車として製造され、8両編成10本（80両）が在籍する。京浜急行電鉄の創立100周年を記念し、21世紀をかけて、21世紀へ向かう車輛という意味を込めて「2100」の形式称号が与えられた。
本形式では車内居住性の向上を重視し、コストダウンとメンテナンス低減・車両性能の向上のため、主制御器・主電動機、座席や座席表地に日本国外製品を数多く導入した車両である。関東私鉄で唯一のオール転換クロスシート車両である。
主として京急線内の快特に使用され、有料の「イブニング・ウィング号」や「モーニング・ウィング号」にも使用されることから、特急形車両に分類される場合もある。

### 海外製品の採用
前述したが当形式の特徴として、日本国外製品を積極的に採用したことが挙げられる。本形式の開発にあたり、先代の2000形よりもグレードアップさせながら、1両あたり1,000万円の価格低減を図るという上層部から厳しい目標が出されたことによる。国内製品で安価で良いものがなければ国外製品、とりわけヨーロッパの製品を使用してみるのはどうかとの指示があった。幸い、当時グループ会社のホテル京急が運営していたホテルパシフィック東京（2021年3月に閉館）にドイツ・シーメンス社との接点があり、価格面では目標とした1両あたり1,000万円を大きく上回る価格低減を図ることができた。
当初は主電動機のみ採用が検討されたが、それだけでは価格低減効果は少なく、主制御器（VVVFインバータ装置）にも採用することとなった。後述の機器更新により、主電動機・VVVFインバータ・高速度遮断器は国内メーカーの機器に交換されている。
| 機器名・装置名                      | 国名         | メーカー名                        | 採用理由       | 備考                                               |
| ----------------------------------- | ------------ | --------------------------------- | -------------- | -------------------------------------------------- |
| 主電動機                            | ドイツ       | シーメンス （SEIMENS）            | 価格           | 軽量化も達成                                       |
| VVVFインバータ                      | ドイツ       | シーメンス （SEIMENS）            | 価格・性能     |                                                    |
| 高速度遮断器                        | スイス       | セシュロン （SECHERON）           | 価格・保守性   | 省力化も達成                                       |
| 空気圧縮機                          | ドイツ       | クノールブレムゼ （KNORR-BREMSE） | 価格・性能     | 大幅な価格低減を達成                               |
| 自動高さ調整弁 （レベリングバルブ） | ドイツ       | クノールブレムゼ （KNORR-BREMSE） | 価格・保守性   | 価格は同等だが、省力化を達成                       |
| 蓄電池                              | フランス     | サフト （SAFT）                   | 保守性         | 長期間の無保守を達成                               |
| 座席本体                            | ノルウェー   | ジョージエクネス （GEORG EKNES）  | 性能・デザイン | 座席は価格低減ではなく、乗客へのサービス向上が目的 |
| 座席布地                            | スウェーデン | ボーゲサンズ （BOGESUNDS）        | デザイン       | 座席は価格低減ではなく、乗客へのサービス向上が目的 |

## 車両概説

### 車体
アルミニウム合金製で車体外板は赤、窓回りをアイボリーに塗装している。
前面デザインは600形をベースとし、「都会」・「洗練」・「知的」と「スピード感」をイメージした流線型形状とし、21世紀に向かう京急のイメージリーダーにふさわしい車両を目指した。先頭車正面窓下アイボリー塗装のワイパーカバーには、形式名（2100）がスリット状の打ち抜き文字で表現されている。これは分割併合時にスリットを通して連結器を見通せるようにしたためである。詳細については後述のバリエーションの節を参照のこと。
中間車は基本の連結面間距離18,000 mmだが、先頭車はこれより170 mm長い18,170 mmとした。側面の出入口は片側2扉構造で、両開き1,200 mmドア幅である。
1500形アルミ車と600形で採用したLED表示灯は経年変化による照度低下が著しく、また電球の寿命も延びたことから尾灯・急行灯および車側灯が2灯の電球となった。尾灯と急行灯の位置は4次車で逆転し、それ以前の編成も変更した。行先表示器は字幕式で、当初は黒地に白文字表記だったが、その後、全車両がローマ字併記の白地に黒文字表記式に変更され、さらに2015年1月 - 3月にかけて全先頭車の前面のみがLED式に変更された。車両間には新たに転落防止幌が設置された。正面の排障器（スカート）は600形のものと類似した形状であるが、600形のものと比較して横幅が狭くなっている。
側窓はすべて濃色グレーの熱線吸収・複層ガラス構成とし、結露防止と空調の効率化のために全てが固定窓である。側窓は天地寸法を950 mmと大きくとり、さらに外板とフラット化を図り、側面見付けを向上させている。カーテンにはパープル系色の西陣織の横引き式プリーツカーテンを設置する。なお、車端部のボックス席の窓以外全ての窓が固定式のため、非常時の換気のための排気扇を各車に2台設置している。

### 内装
内装のコンセプトはCasual＆Free/「若者と自然のエリア」とし、メルティな乗り心地、ソフトでやさしい、深く透き通るような客室空間を演出した。
車内は淡い琥珀色の大理石模様化粧板張りとし、連結面の妻壁は淡いパープル系の化粧シート仕上げとした。車椅子スペースは先頭車の乗務員室次位の扉直後に設置をしている。天井部はFRP製の曲面天井構成で、補助送風機はなく、空調吹き出し口を設置するのみである。車内照明にはアクリル製のカバー付蛍光灯を使用している。
床材は新造車としては初めての塗り床構造とし、ベージュとレッド系のモザイク柄としている。電動車の床面には600形と同様に駆動装置点検蓋が設置されているが、点検ブタは縁取りをなくし、床面のフラット化を図った。
室内はオールクロスシートで、ドア間は京急で初採用となる転換クロスシート、車端部は4人掛けボックスシート（固定座席）である。先頭車の運転席背面は前向きの固定座席としており、運転席背後以外のドア前には補助腰掛を設置している。
空港連絡列車に使用することを考慮し、一部の固定座席は座面を上げて荷物置場にできる構造となっている。ドア間の座席はノルウェー・エクネス社製、座席表地はスウェーデン・ボーゲサンズ社製である。ただし、補助座席は日本製となっている。座席はいずれも瑠璃色（紺色系）に茜色（赤色）の水玉模様入りジャカード織（模様入り）で、枕カバーは一般席が赤色、優先席は灰色系で区別しているが、2019年10月26日のダイヤ改正より土休日の一部の快特に設定される指定席「ウィング・シート」に該当する2号車の枕カバーは一般席・優先席とも緑色のものに変更された。
転換クロスシート部は座席を向かい合わせで用いないことを前提に間隔を詰めており、シートピッチは850 mmである。営業運転中は一方に向きが固定され、乗客による座席の転換はできない。座席の転換は空気圧による一括転換式を採用しており、始発駅で車掌のスイッチ操作により進行方向へ座席の向きを合わせる。終着駅に到着した際は、到着ホームでそのまま折り返す場合も降車扱いの後ドアを閉め、座席転換後に乗車扱いをする措置がとられている。導入直後、座席の向きを無理やり変えようとした乗客が座席を破損させる事例が生じたため、その後座席の枕カバーに「イスの向きは変えられません」と表示されるようになった。
座席につかみ手がつけられているもののつり革はドア周辺のみの設置で、通路も狭くなっている。なお肘掛と掴み手の形状は2次車増備時に改良され、その後1次車も仕様を統一した。
補助腰掛は出入口と転換腰掛を仕切る壁としての役割がある。背ずりは固定されており、座面が手前に引き出してくる形状である。乗務員室からの操作で鎖錠・解錠が可能で、混雑時には固定され、閑散時は引き出して使用することができる。なお、この補助腰掛の使用可否についてはこの上部のランプで確認することができ、ランプが点灯している間は使用できない。
側扉と連結面貫通扉は軽量化のためにペーパーハニカム構造を採用した。貫通扉は各連結面に設置しており、側扉については室内側は化粧板仕上げ、ドアガラスは側窓同様のグレーの複層ガラスである。各扉上部には京急初採用となるLED文字スクロール表示による車内案内表示器を設置している。

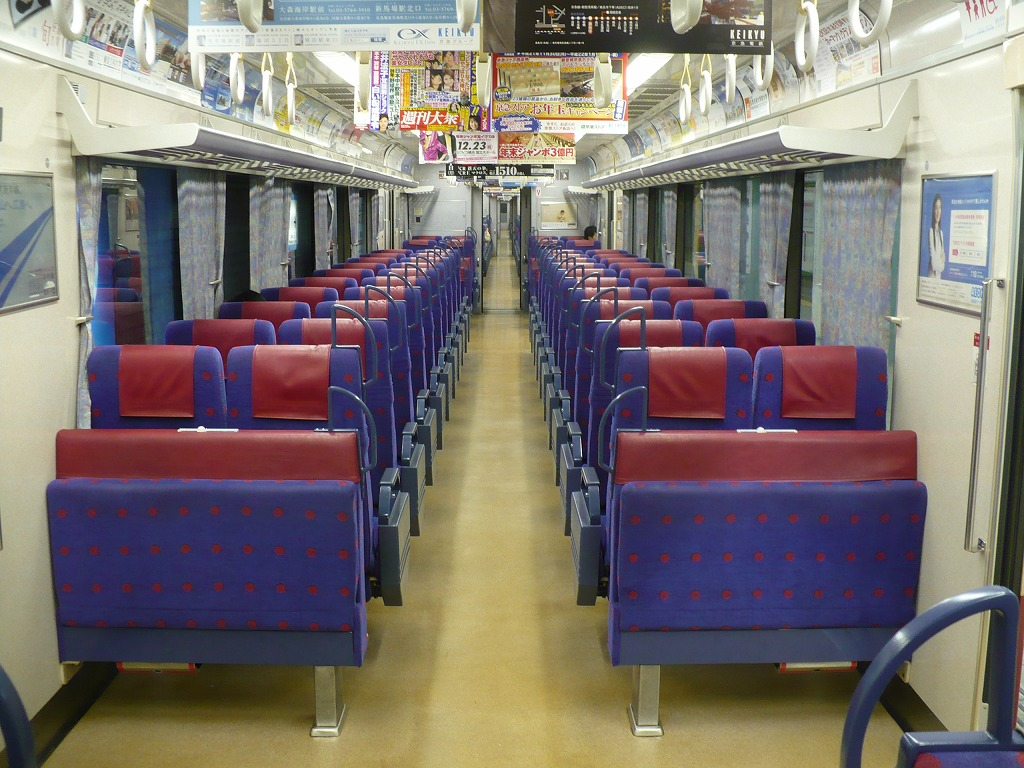
車内(更新前)
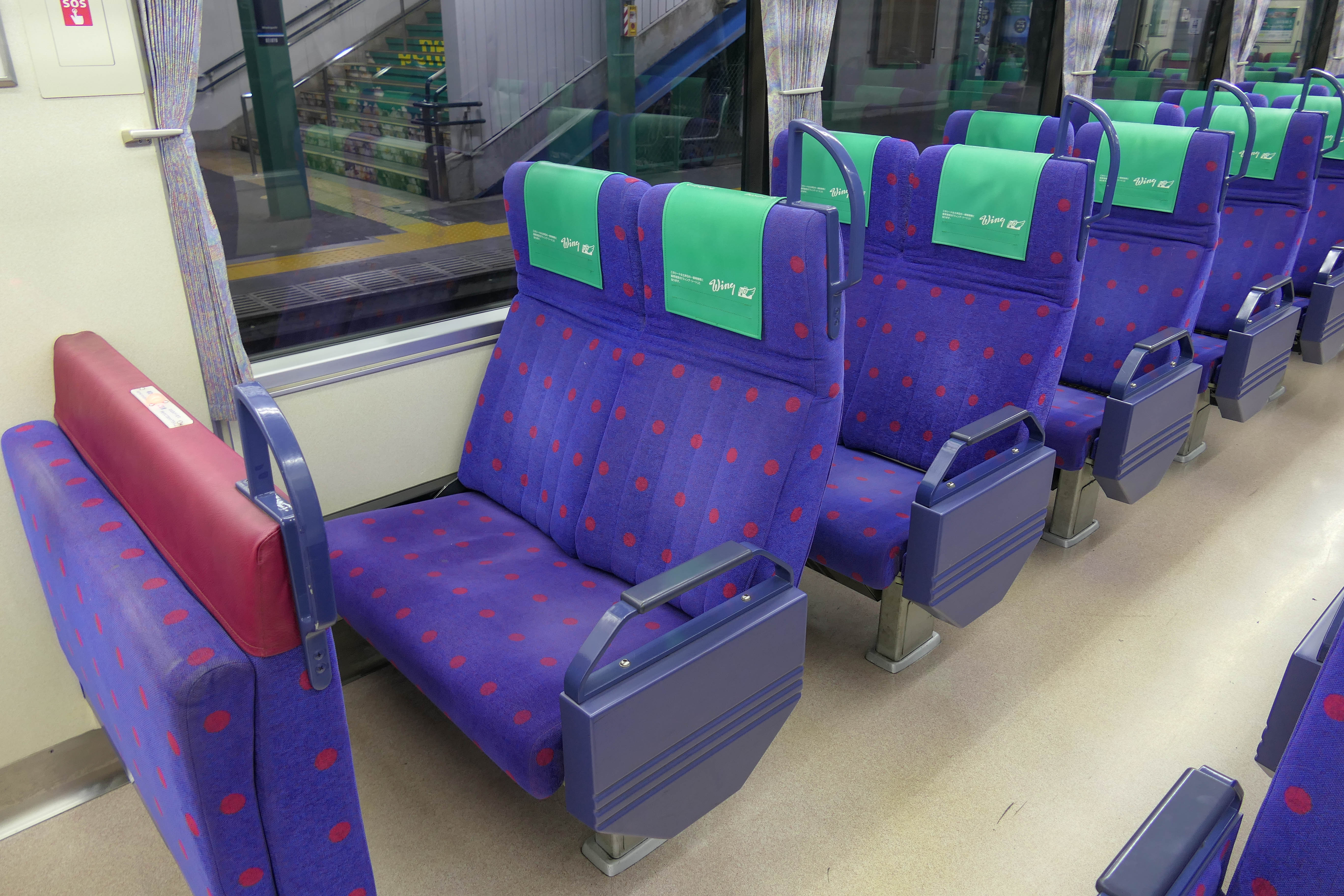
「ウィング・シート」となるため緑色の枕カバーを装着した2号車の車内
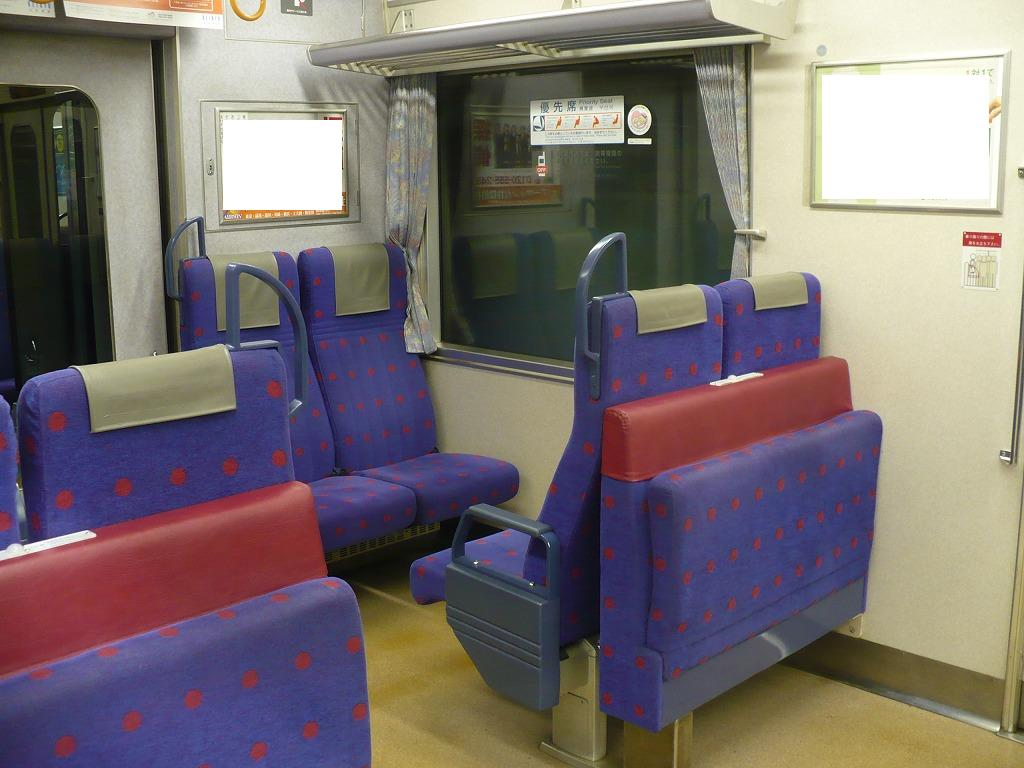
車端部の固定腰掛と補助腰掛（収納状態）
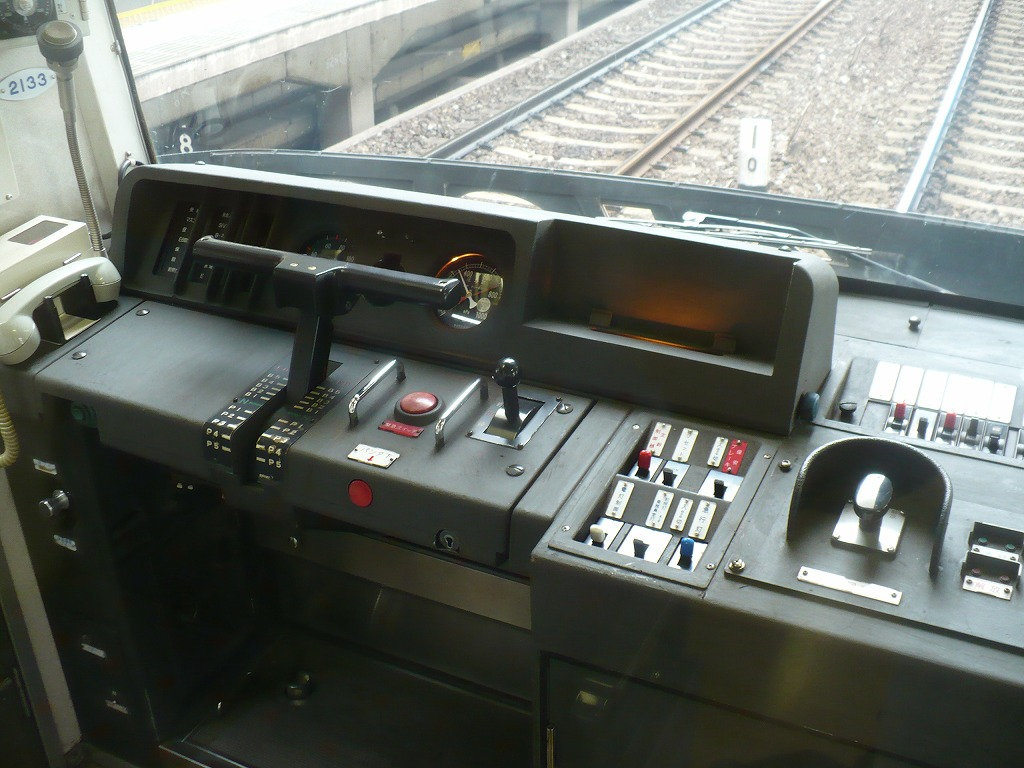
運転台

#### 乗務員室
ベージュ系の配色、運転台計器台は濃い灰色の色調である。計器盤は600形よりも60 mm低くして、特に連結時における前方下部の視認性向上を図った。主幹制御器はT字形ワンハンドル式で、力行1 - 5ノッチ・常用ブレーキ1 - 5段・非常で構成される。マスコンハンドル右端には非常時に使用する「緊急スイッチ」を新たに設置した。

### 機器類

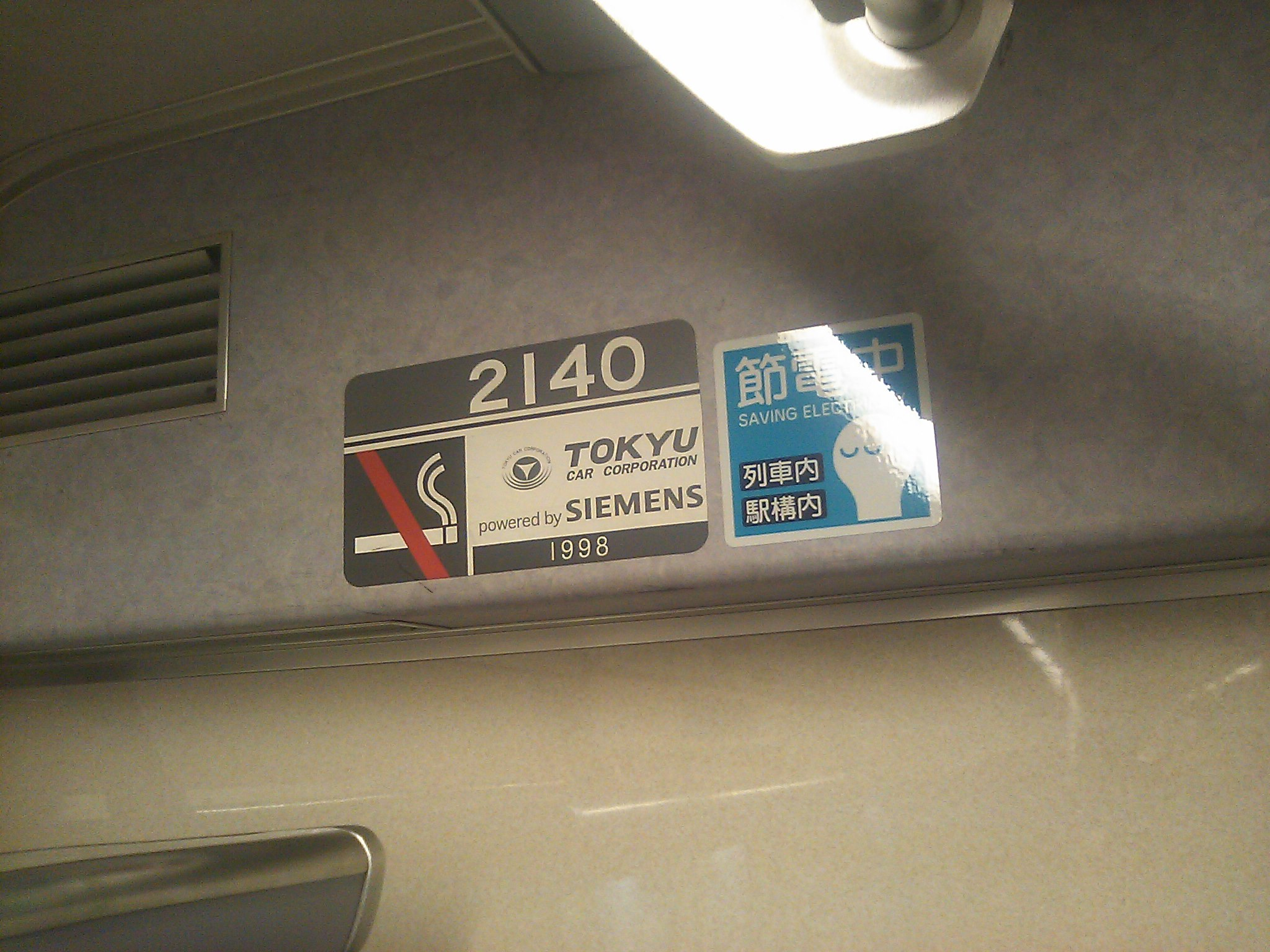
Powered by SIEMENSの表記がある車内製造銘板

制御装置はドイツ・シーメンス社製の GTO素子「SIBAS32（シーバス32）」による VVVFインバータ制御を採用した。車内の製造ステッカーには製造会社の下に「Powered by SIEMENS」の表記がある。発車時の電動機およびインバータ装置から発する磁励音が音階に聞こえることが特徴で、このことから鉄道ファンの間では「ドレミファインバータ」や「歌う電車」とも呼ばれている。但し、回生ブレーキの失効速度が8 - 6 km/h前後と高く、停車時には音階は聞こえない。
主制御器はG1450 D1130 / 560 M5-1形で、VVVFインバータ装置、フィルターリアクトル、断流器などを「トラクションコンテナ」と呼ばれる一体箱に収めた構成とした。また、この制御装置はベクトル制御やスリップ・スライド制御（空転滑走制御）など高い精度での電動機のトルク制御を行い、本系式の高い性能を実現している。
主電動機は1:1というMT比で高速性能と高加速度を両立するため、高出力の1TB2010-0GC02形かご形三相誘導電動機を採用した。なお、電動機の京急における制式名称はKHM-2100形である。
基礎ブレーキは従来からの金属製ブレーキシリンダをゴムシリンダ（ダイヤフラム式）に変更しており、各車両に増粘着装置が取り付けられている。
台車は空気ばね（枕ばね）を車体に直結させるダイレクトマウント式のボルスタアンカー（枕梁）付き台車であり、軸箱支持方式は高速走行時の乗り心地の観点から乾式ゴム入りの円筒案内式である。動力台車は「TH-2100M形」、付随台車は「TH-2100T形」と称する。さらに上下振動を減少させ、乗り心地の向上を図るため、軸ばねの外側に軸ダンパを設置していたが、後年に撤去された。

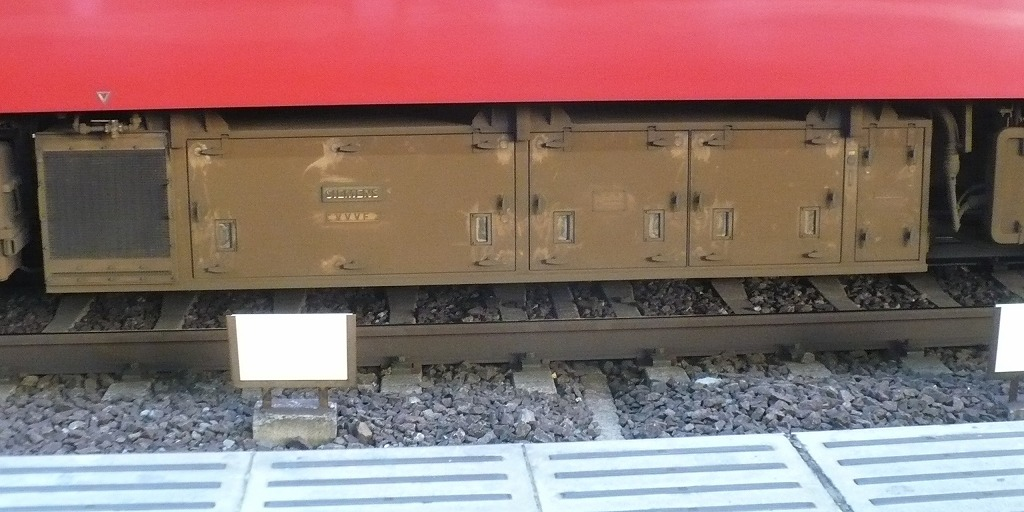
シーメンス社製のトラクションコンテナ（VVVFインバータ装置）
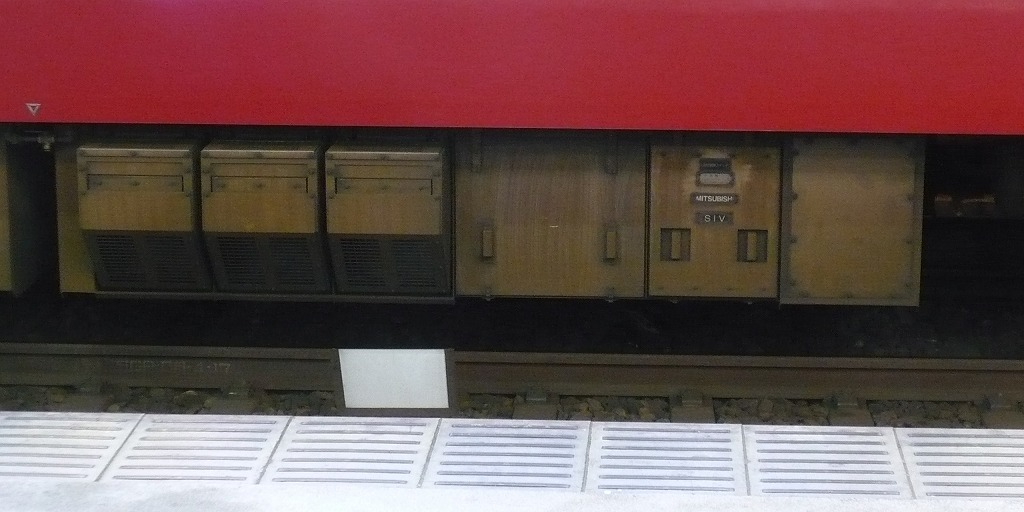
三菱電機製のSIV装置
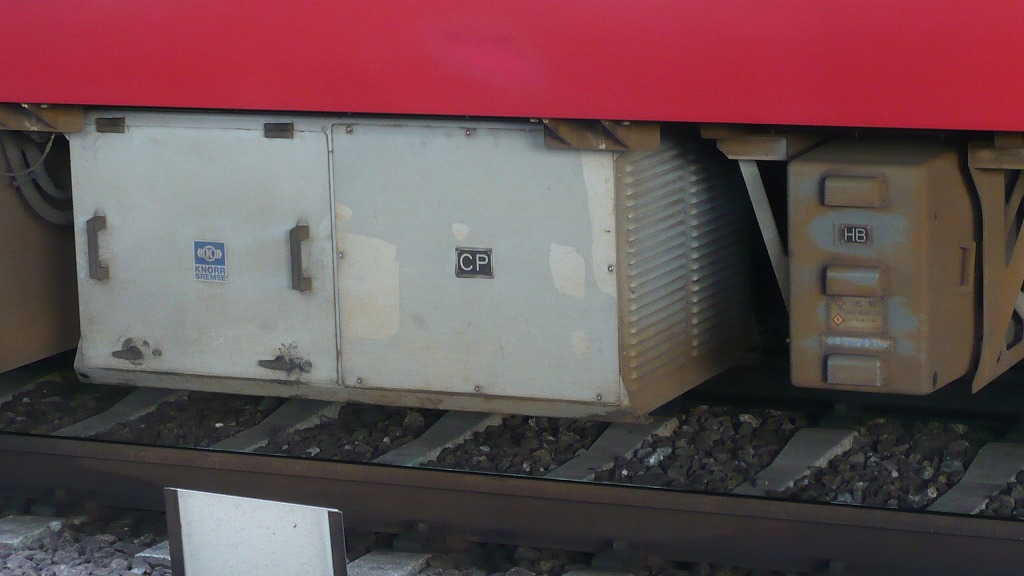
一体箱構成のスクリュー式空気圧縮機
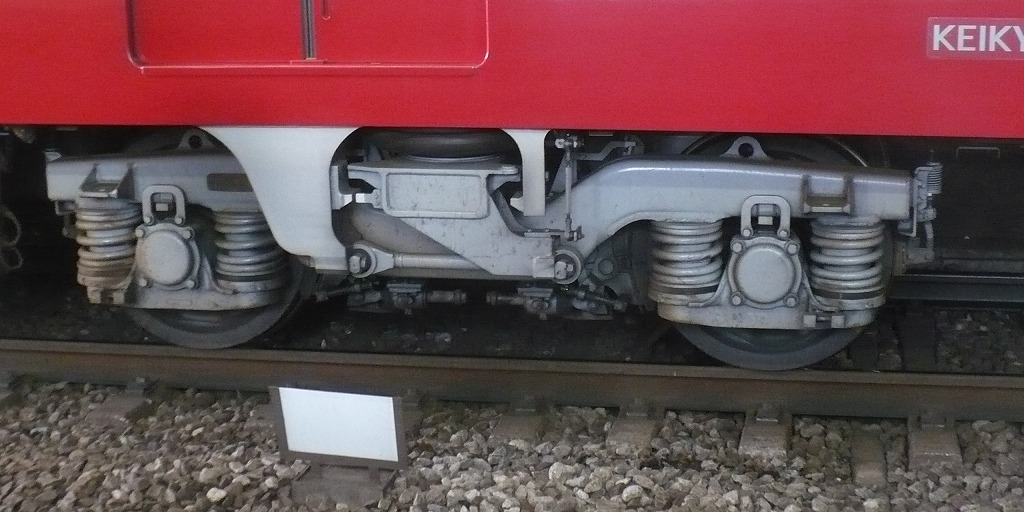
TH-2100M形動力台車
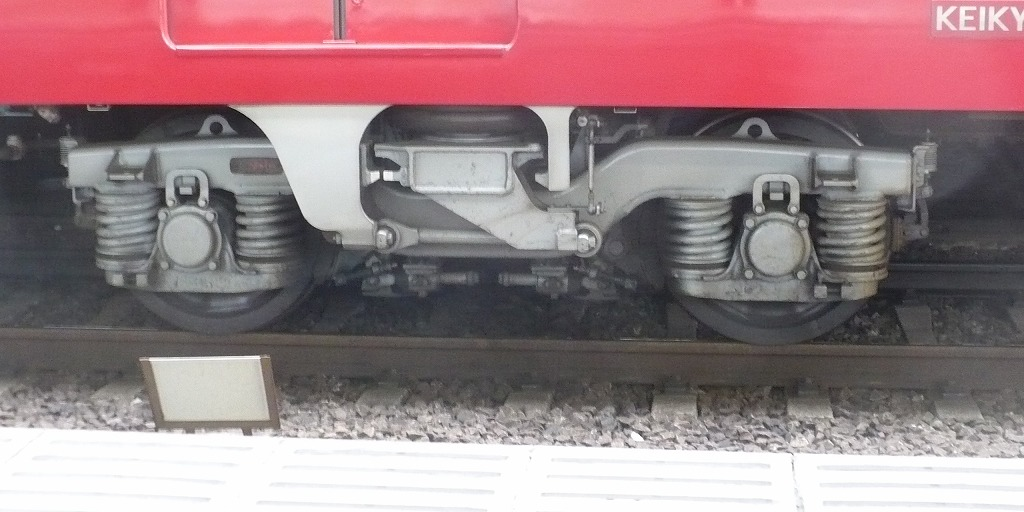
TH-2100T形付随台車

補助電源装置にはIGBT素子を使用した三菱電機製の150 kVA出力静止形インバータ（NC-WAT150C形）で、本形式より車内の低圧補助回路の電圧を三相交流440Vへと向上させた。電動空気圧縮機にはドイツ・クノールブレムゼ社製の100パーセント稼働率のスクリュー式（SL-22形、吐出量は1600 L/min）が採用され、これまでの8両編成3台装備から2台へ削減された。新1000形（5次車まで）にも同形の物が採用された。
集電装置は東洋電機製造製のPT7117-A形シングアーム式を使用している。空調装置は三菱電機製のCU-71G形を使用し、能力は41.8 kW（36,000 kcal/h）としている。外観では装置の前後にFRP製の曲面カバーを設置し、丸みを強調したものとした。

## 次車別解説
1998年から2000年にかけ、4次にわたって製造された。すべて4M4Tの8両編成で、4両 (2M2T) で1ユニットを組む。各次車における主な変更点は以下のとおりである。

### 1次車
1998年2 - 3月に落成。この2編成のみ（白幕化当時は）方向幕の字が細かったが、機器更新の際に他編成と同じく字が太いものに交換されている。落成時にはワイパーカバーのスリットに各先頭車の車両番号を表記していた（例：デハ2101は「2101」とスリット表記）。その後、2次車の落成時期に2次車と同様の表記方式に変更した。さらに3次車の落成に合わせて2次車とともに3次車に合わせた表記方法に変更した。

### 2次車
1998年10 - 11月に落成。ワイパーカバーの車両番号表記を形式名「2100」表示に変更した。このため、車両番号は正面非常扉の白色部の下に4桁表示で記載された。書体は600形などと同様の「スミ丸ゴシック体」であった（1次車も同様の表記に変更）。
先頭車にある車椅子スペース部において、カーテンが省略されていたが、新たに設置した。さらに乗務員室背面仕切壁を側面と同様の化粧板張りから、妻面と同じパープル系の化粧シート仕上げに変更した。
また、運転席直後の椅子では、立客が寄りかかるため座席の補強をし、暖房器具を隠すカバーを設置し、転換式腰掛の窓側肘掛位置の変更などが実施された。

### 3次車
1999年4 - 5月に落成。非常扉側の車両番号の表記を落成当初から現行表記とした。正面非常扉にあった4桁の車両番号表記を、白色部への下2桁表示に変更した。書体はワイパーカバーの表記に合わせたものである。同時期に1・2次車もこの仕様に変更し、以後の標準となった。

### 4次車
2000年10 - 11月に落成。急行灯を落成当初から車両の外側とした。細かな点では、座席の肘掛を灰色から紺色に変更した。

## 更新工事

### 制御装置の更新
本形式と新1000形アルミ車両（1 - 5次車）で採用したドイツ・シーメンス社製の電機品は、日本製の機器とは仕様が異なる点があり、特に保守面において不利な点があるなど問題があった。このため、導入から約10年を経て機器の更新時期を迎えた車両より順次、日本製の機器への置き換えが開始された。この機器更新は2015年3月の2133編成をもって全編成への施工が完了した。
新しい制御装置は東洋電機製造製のIGBT素子を使用した2レベルVVVFインバータ制御装置（PGセンサレスベクトル制御・1C4M制御方式）を採用した。制御装置は従来の周辺機器一体形から制御装置本体やフィルタリアクトル等などが個別設置されたものとなっている。主電動機についても東洋電機製造製の1時間定格190 kWのかご形三相誘導電動機に交換された。主電動機取り付け寸法は交換前の主電動機と同一で、駆動装置や台車の変更はない。
- 制御装置形式：東洋電機製造製RG6008-A-M形　1C4M制御
- 主電動機形式：東洋電機製造製TDK6163-A形かご形三相誘導電動機　1時間定格190 kW

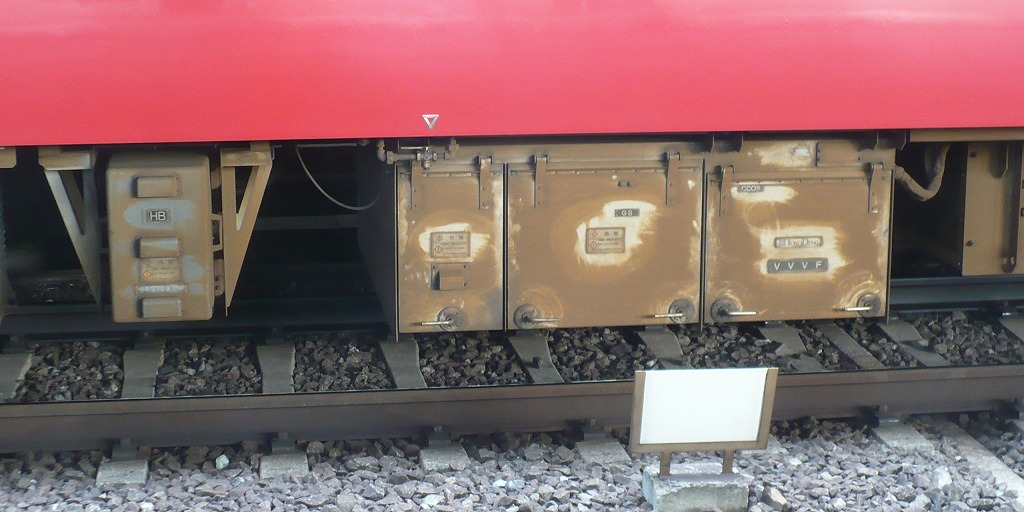
機器更新後のVVVFインバータ装置（右）と高速度遮断器（HB・左）。両者とも東洋電機製造製。
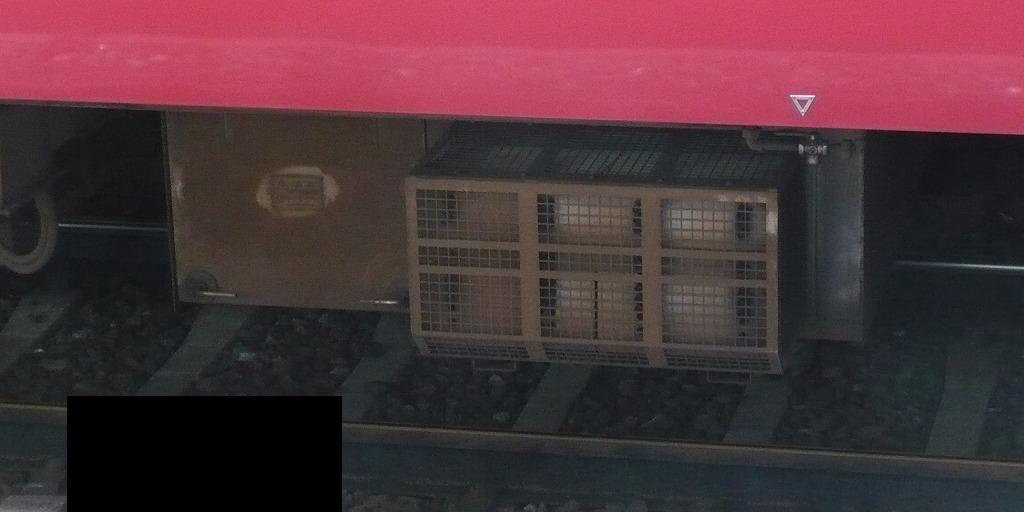
インバータ装置の海側（素子冷却フィン）
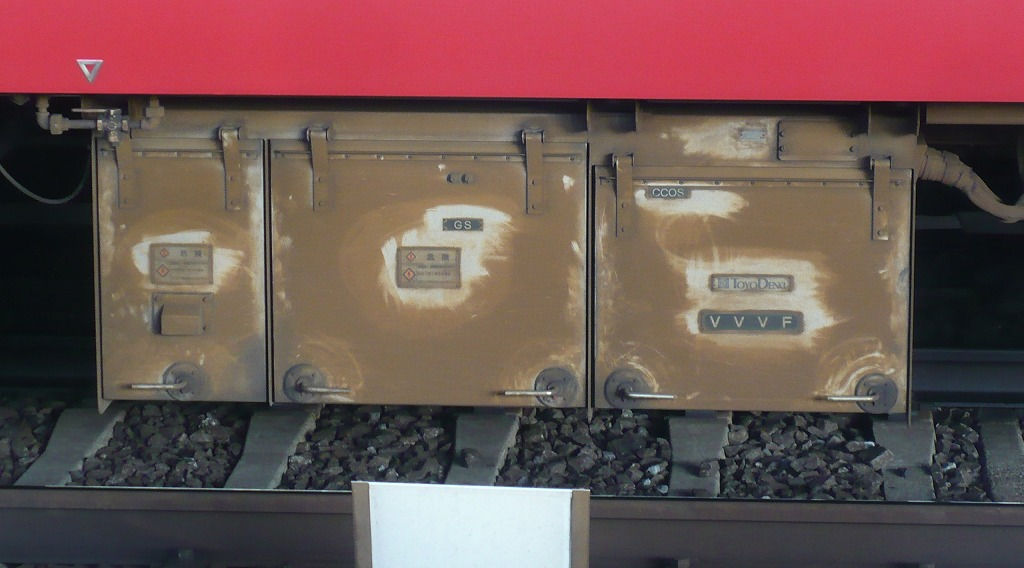
インバータ装置の山側（ゲート制御部）

この更新工事は京急ファインテック久里浜事業所において定期検査の前に入場させ、約2週間の工期で機器更新を行い、その後定期検査を施工して出場させている。この際車内掲示の製造ステッカーは「Powered by SIEMENS」表記のないものに変更されている。
施工順序は以下のとおり。
- 2008年度：2165編成（2008年12月13日付[21]）
- 2009年度：2101編成（2009年9月）・2109編成（2009年12月）[22]
- 2010年度：2125編成（2010年6月）・2117編成（2010年9月）[23]
- 2011年度：2149編成（2011年8月）[24]
- 2012年度：2157編成（2012年3月）・2173編成（2012年8月）[25]
- 2013年度：2141編成（2014年1月）
- 2014年度：2133編成（2015年3月、後述の更新工事も同時施工[19]）

### 車体更新
2013年8月15日に更新後の試運転を行った2101編成から車体更新工事が施工されている。工事内容は以下の通り。「*」表記は600形・新1000形10次車以降で採用済みのもの、「**」表記は新1000形11次車以降で採用済みのもの。
2020年6月現在では全編成の更新が完了している。
- 冷房装置をCU-71H-G2に交換。
- 空調装置操作器を浦賀寄り運転台に追加設置。
- 各ドア上部に1台、17インチ液晶ディスプレイ・停車駅案内枠設置。*
  - 液晶ディスプレイは600形・新1000形10次車以降とは異なるデザインとなり、東京メトロ16000系などと同様にアニメーション表示がある。
- ドアチャイムを設置。新1000形10次車以降に採用されたドアチャイムが使用されているほか、誘導音も動作する。*
- ドアの色調をアイボリーからホワイトへ変更
- 優先席のモケットの地と柄の配色を反転。
- 車内照明を蛍光灯からLED灯による間接照明に変更[27]。**
- 車端部窓の開閉可能化。この部分のみはカーテンが縦引き式（ロールアップカーテン）に変更された。
- 排気扇を半減。
- 車両の前面非常口部分にけいきゅんのステッカーを貼り付け。
- 客室窓枠下の帯など、部品の交換。
- 車上情報管理装置の設置。

また、これとは別に、2017年5月1日からのウィング号とモーニング・ウィング号の全席指定化に伴い、同年4月までに補助席も含む全ての席に座席番号が割り振られた。これらはイブニング・ウィング号とモーニング・ウィング号の全座席のほか、「ウィング・シート」が設定されている快特の2号車でのみ有効となり、「ウィング・シート」設定のない快特・特急・急行での運行時は従来通り全席自由席となる。

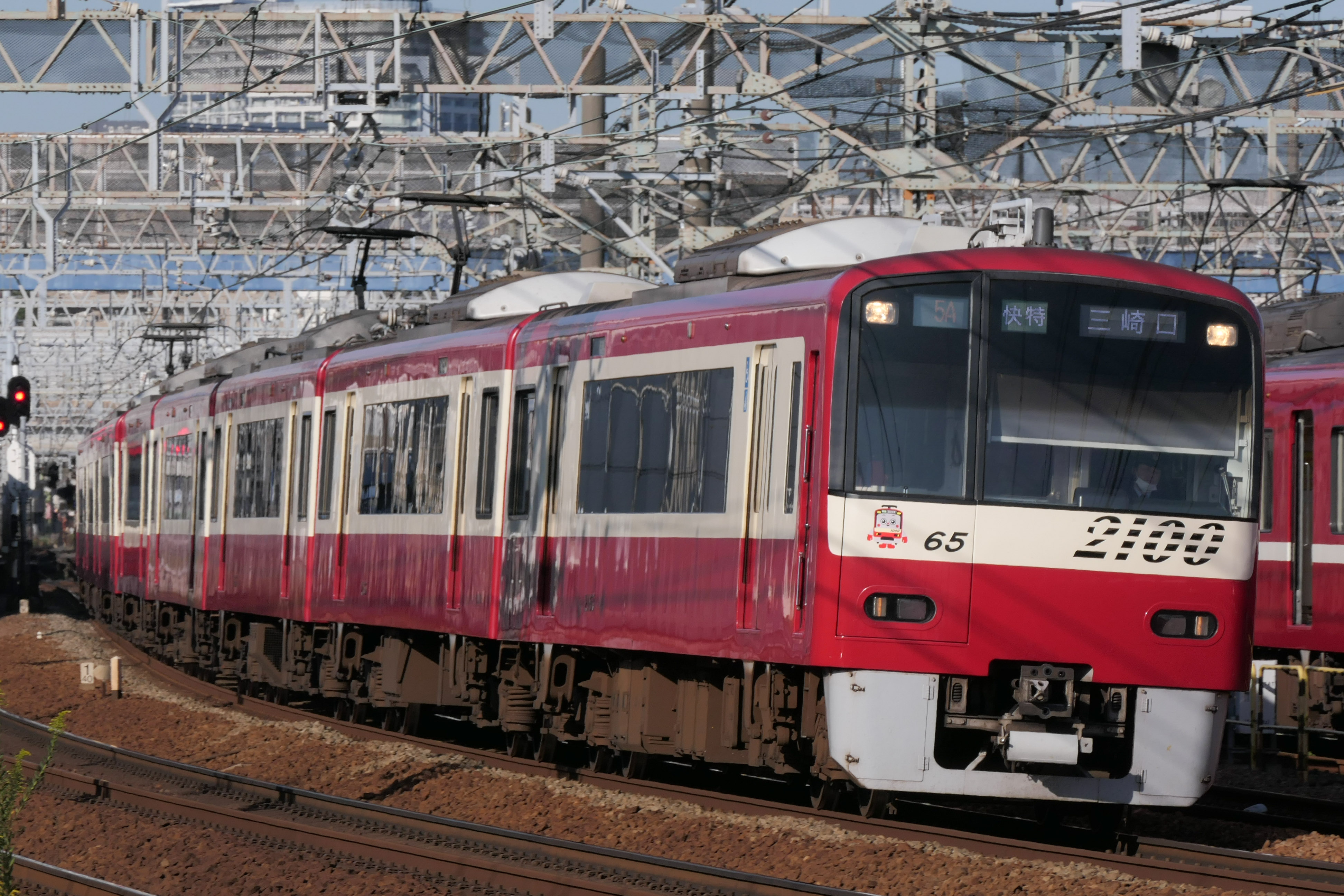
更新後の2100形
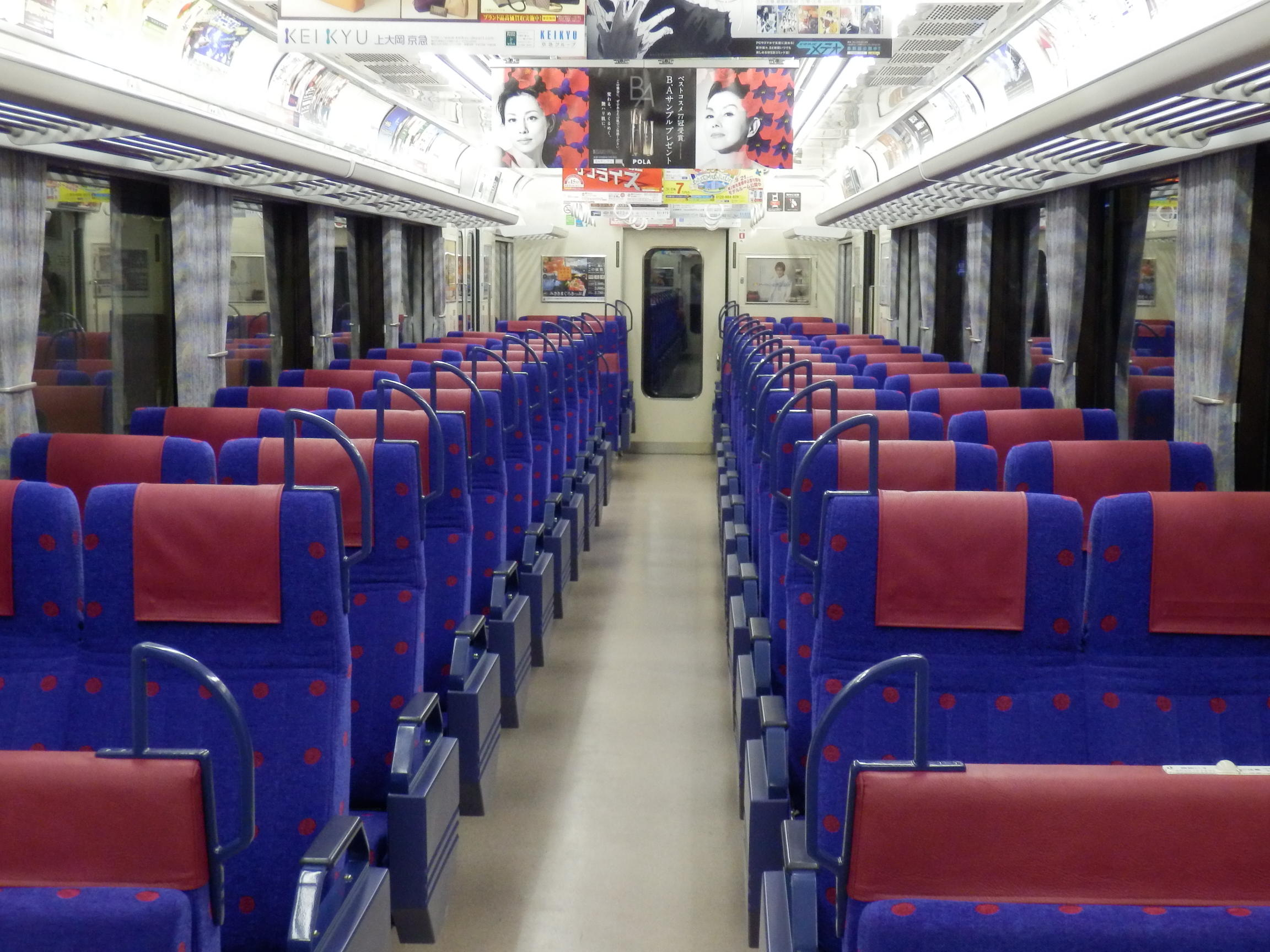
更新後の車内
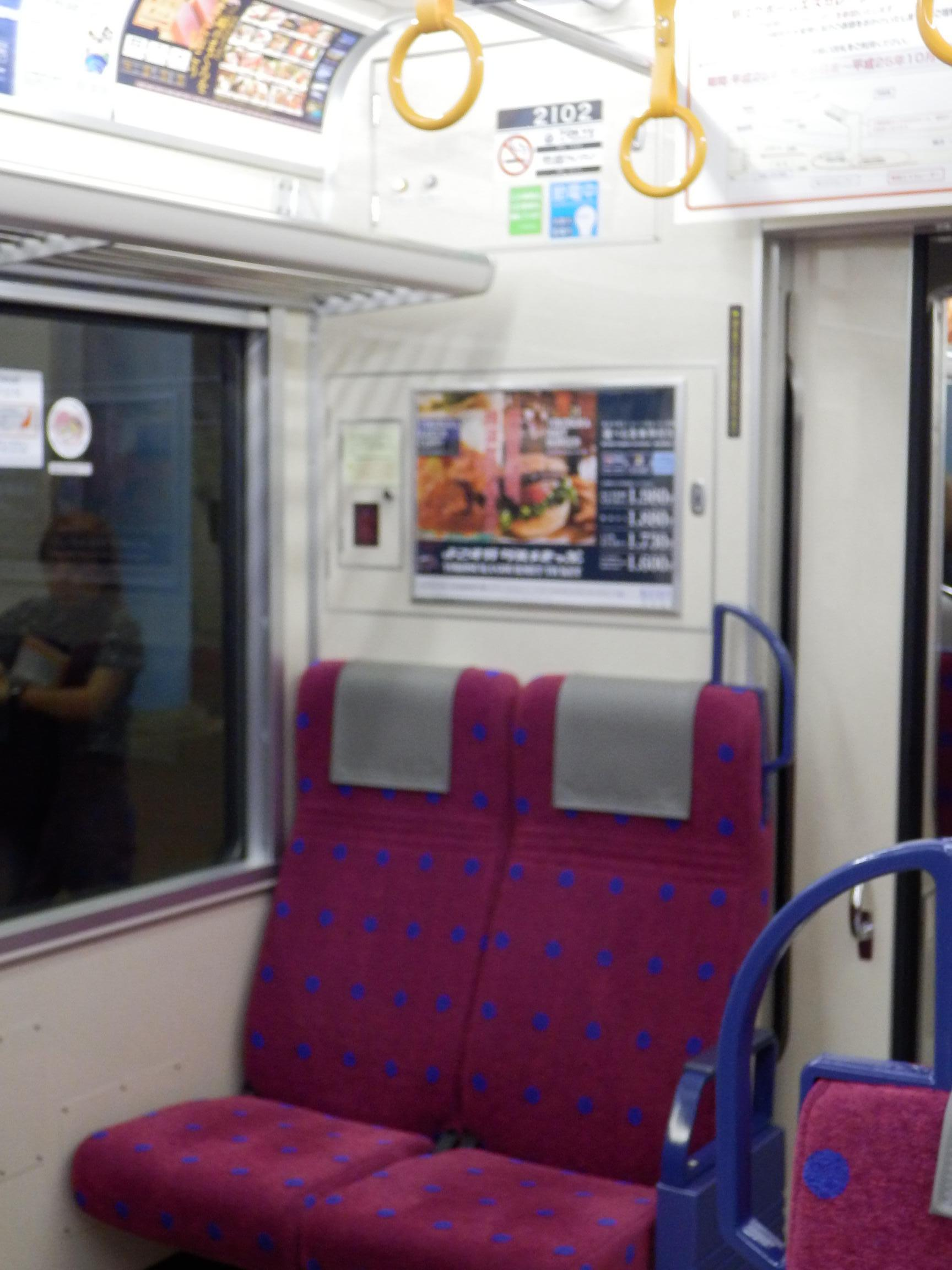
配色が変更された優先席
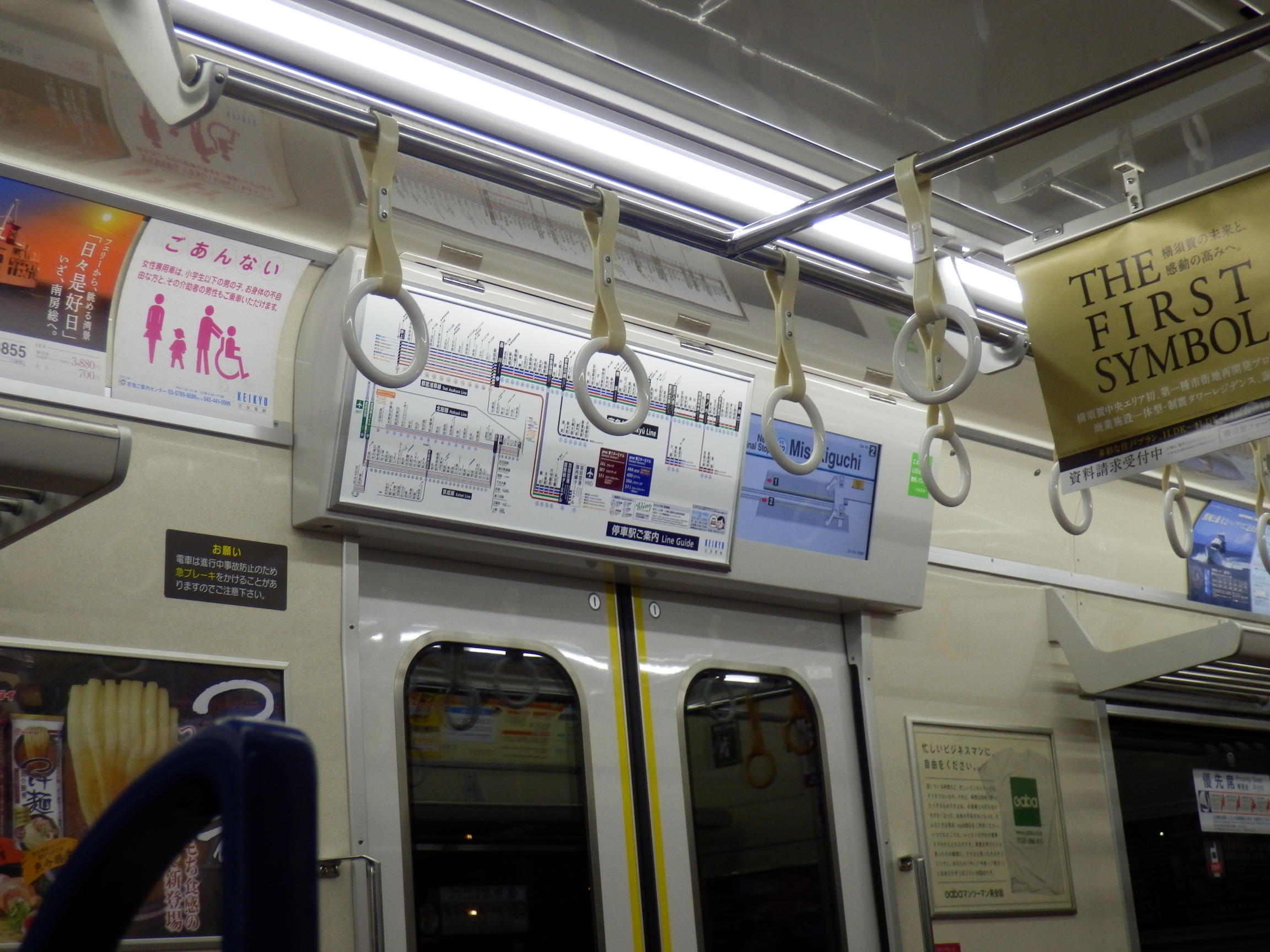
ドア廻り
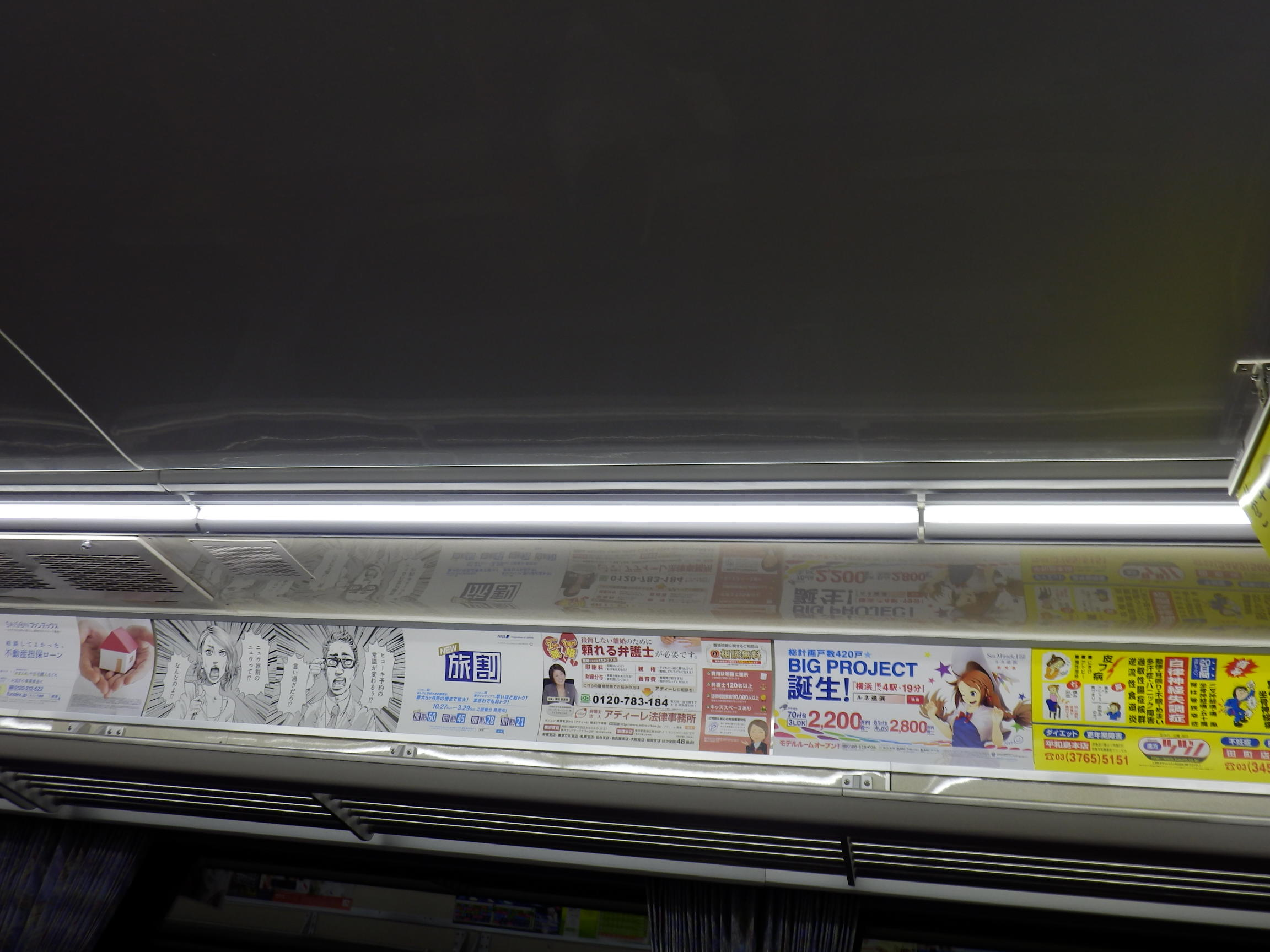
LED化された照明

## 運用

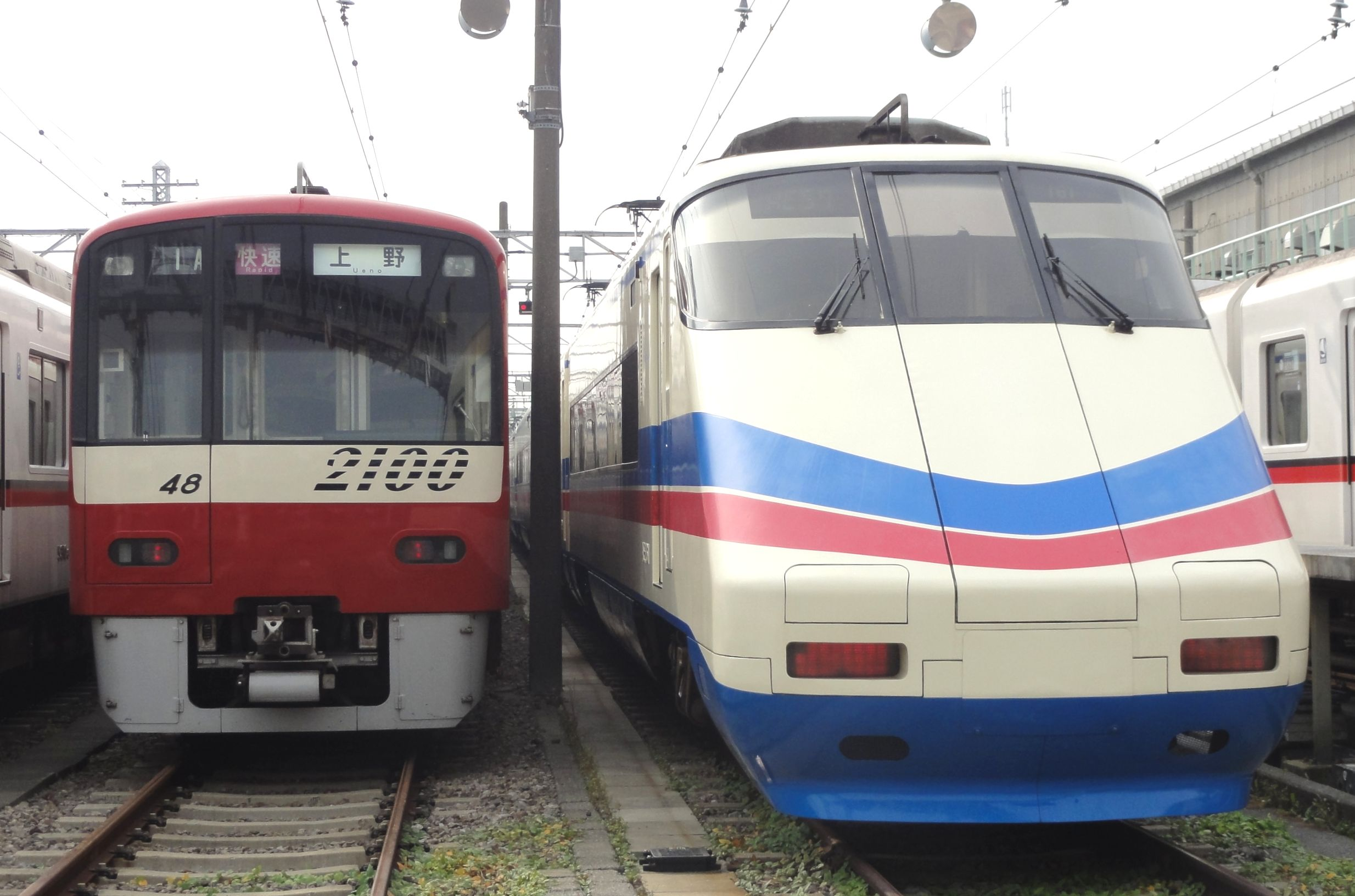
都営フェスタで並んだ2100形と京成AE100形

2ドアクロスシートであるため原則、自社線内の本線・久里浜線の快特として泉岳寺駅・品川駅 - 京急久里浜駅・三崎口駅間を運転する。日中時間帯は一部列車を除く泉岳寺駅発着快特の全列車に使用される。朝および土休日夜間には特急や急行（朝の一部列車のみ）にも使用される。平日夜間は「イブニング・ウィング号」、平日朝は「モーニング・ウィング号」として運用される。立席定員が少ない上に2ドアで乗降に時間が掛かるため、平日朝ラッシュ時最混雑時間帯の本線上り列車には「モーニング・ウィング号」および女性専用車両の設定対象外の品川駅行き快特3本（金沢文庫駅まで特急）を除き使用されない。また、午前中のみ空港線・羽田空港へ乗り入れる。本線の堀ノ内駅 - 浦賀駅間は平日朝しか運用されない。逗子線は定期運用はないものの、稀に事故や悪天候等による運用変更で代走として充当されることがある。平日の京急久里浜駅-三崎口駅間については、2021年10月18日のダイヤ改正で2100形で運用されていた泉岳寺駅-三崎口駅間の快特が京急久里浜駅発着に短縮されたため、この区間への2100形の乗り入れが大幅に削減された。
当初は羽田空港と成田空港を結ぶエアポート快特への投入が検討されていたため、先頭車は地下鉄線への乗り入れに必要な非常用貫通扉を装備するが、2扉・クロスシートという構造から東京都交通局（都営地下鉄）が定期列車としての乗り入れを認めなかったため、自社線内のみで運転されている。このため、8両編成12本96両の製造計画に対して10本80両が落成したところで車両の増備は新1000形に変更され、2100形の製造は2000年に終了した。
編成が10本しかないことから、検査や工事などでの入場時には運用可能な編成が足りなくなる場合があり、その場合は3扉の1500形・600形・新1000形が代走する。
京急社内で使用されている列車の車両組成を表す表には「8E」と表記される。

## イベント・ラッピング列車

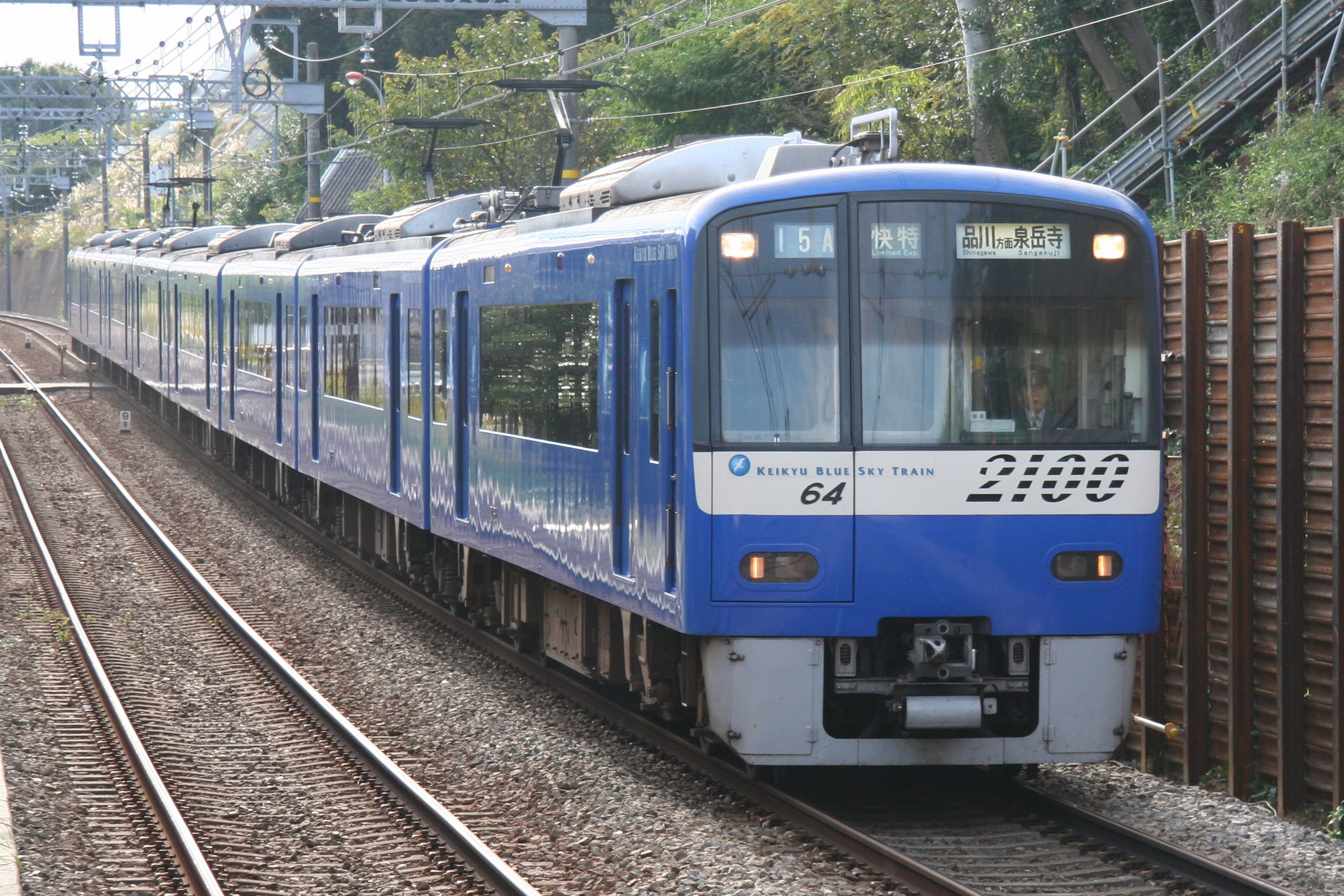
｢KEIKYU BLUE SKY TRAIN｣色の2157編成
（2006年10月26日 津久井浜駅

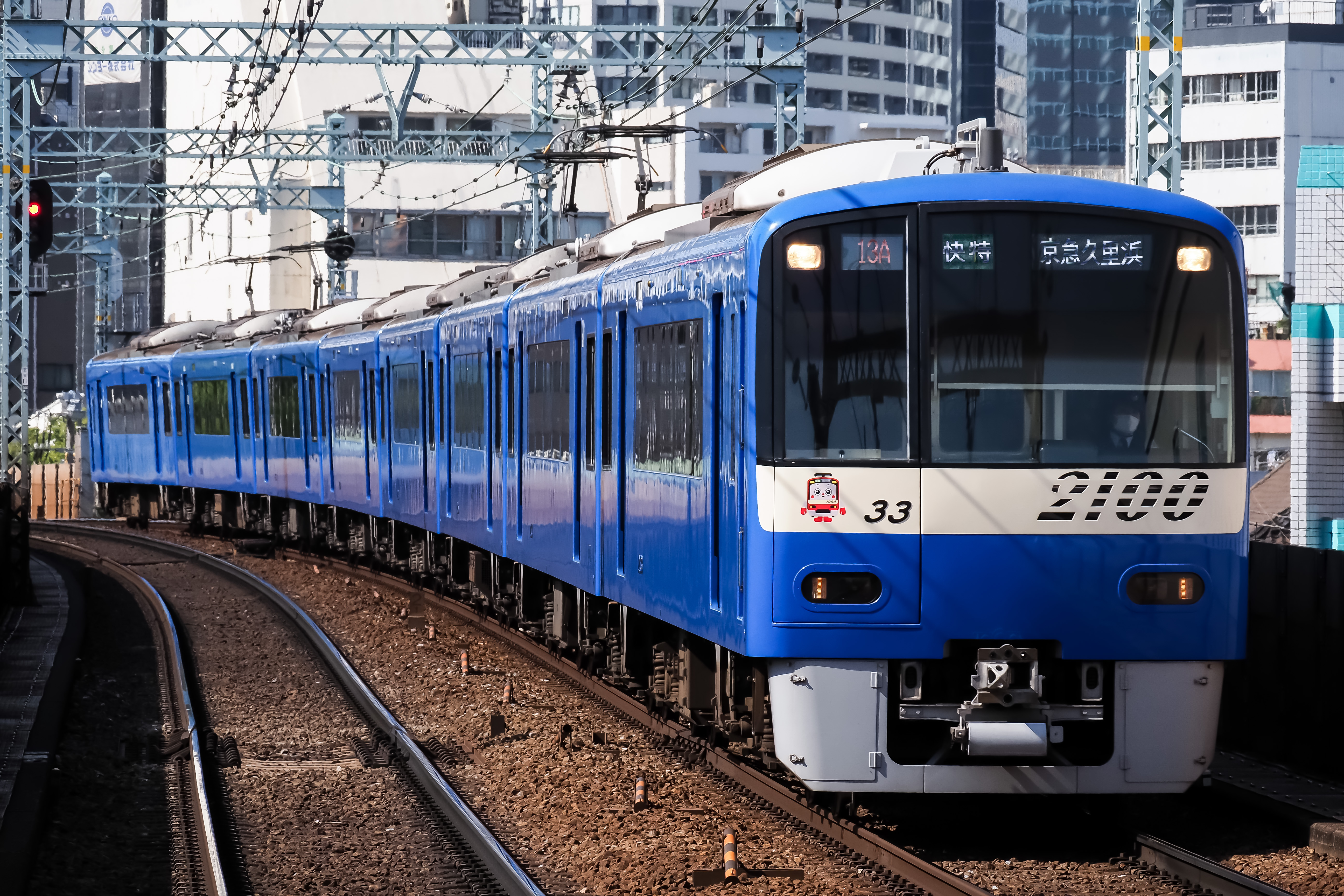
2代目｢KEIKYU BLUE SKY TRAIN｣色の2133編成
（2021年4月19日 新馬場駅

2005年6月11日からは、2157編成が600形606編成と同様に車体の塗装を青色に変更し、「KEIKYU BLUE SKY TRAIN」（京急ブルースカイトレイン）として営業運転を開始した。その後、更新工事に伴い2015年3月をもって2157編成は「KEIKYU BLUE SKY TRAIN」を退役し、標準塗装に戻された。代わりに同年3月10日に更新工事から出場した2133編成が青色に変更され、2代目「KEIKYU BLUE SKY TRAIN」として就役した。
これまでに運行されたものは以下のとおりである。
- 2001年
  - 1月1日 おめでた列車「新世紀初日号」。
  - 7月20日 横須賀市にあった「hide MUSEUM」の開業1周年を記念して、品川から汐入まで「hideミュージアム号」を運行。
  - 7月28日 同年7月20日 - 9月2日に開催された「デジモンスタンプラリー」に合わせて「京急親子デジモントレイン」という貸切列車を運行。
  - 9月22日 - 10月31日 ソニー・コンピュータエンタテインメント制作のゲームソフト『トロと休日』とのタイアップ企画「みさき一日フリーきっぷキャンペーン」の実施に合わせて「トロ号」を運行。
- 2004年
  - 7月17日 - 8月31日 ウォルト・ディズニー・カンパニーのアニメーション映画『ファインディング・ニモ』とのタイアップ企画として、「ファインディング・ニモラッピング電車」を運行。ラッピングはDVD・ビデオソフト発売のPRで、1号車から8号車へ向かい『ファインディング・ニモ』の物語として読める仕掛けとなっていた。また、3・5号車ではPR映像も放送した。
- 2005年
  - 6月下旬 - 7月14日 「KEIKYU BLUE SKY TRAIN」にて事前に募集した新1000形「羽田第2ターミナルPR電車」と600形「KEIKYU BLUE SKY TRAIN」の写真や絵画を車内で展示。
  - 11月下旬 - 2006年1月 「KEIKYU BLUE SKY TRAIN」は600形と同様虹のラッピングを貼付し『レインボートレイン』として運行。詳細は600形を参照。
- 2006年
  - 7月17日 - 8月20日頃 日産自動車、横浜F・マリノスとタイアップし、「BLUE SKY TRAIN NISSAN/F・MARINOS号」を運行。車体に日産の社名ロゴや横浜F・マリノス所属選手の写真などがラッピングされた。「京急線横浜駅新ホーム完成」「2009年日産本社のみなとみらい地区への移転を中心とする日産神奈川プロジェクト」「Jリーグでの横浜F・マリノスの活躍の祈念」など、横浜市のPRを目的としていた。
  - 12月8日頃 - 2007年1月中旬 2006年12月16日 - 2007年1月14日（元日は除く）に開催された「たまごっちスタンプラリー」に合わせて側面に『たまごっち』のキャラクターが描かれたラッピング電車として運行。
- 2007年
  - 4月9日 2133編成が横須賀市市制100周年記念ラッピング電車となっている。側面中央の窓下には『横須賀が好き!』と大書され、客用ドア横には横須賀市の名所をイメージしたラッピングが貼付されている。
- 2009年
  - 8月頃「2016年東京オリンピック招致」ラッピングが施された。
  - 8月24日 「京急あきたフェア」開催に合わせて、2133編成が「あきたこまち」奨励品種採用25周年記念ラッピング電車となっている。
- 2010年
  - 5月16日から「羽田空港国際ターミナル」ラッピング電車が運行。当初は3月からの運行予定だったが、同年3月27日に「国際ターミナル駅」（当時の仮称、同年5月14日に羽田空港国際線ターミナル駅に正式決定）で発生した火災の影響により中止となっていた[34]。
  - 6月18日 - 8月31日 2133編成が京急環境電車として運行、車体に「ノルエコ」のラッピングを行った。
- 2011年
  - 11月5日に2141編成が馬込車両検修場で開催された「都営交通100周年記念フェスタin浅草線」で展示された[35]。本形式にとってはこれが浅草線初走行となった。
- 2012年
  - 4月10日 - 9月 蒲田を舞台としたNHKの連続テレビ小説『梅ちゃん先生』の放送に合わせ、2141編成に同番組のラッピングを施工[36]。
- 2014年
  - 8月4日 - 9月6日 2157編成に映画「トランスフォーマー/ロストエイジ」のラッピングを施した、「オプティマス司令官号」を運行。
- 2015年
  - 10月5日 -11月22日　2165編成に「カワサキ ハロウィン2015」と「かわさきジャズ2015」をPRするラッピングを施した「Kawasaki Autumn号」を運行。
- 2016年
  - 2月1日 - 3月14日　2149編成がバレンタイン列車「KEIKYU LOVE TRAIN」として運行。車内のシートカバーをバレンタイン仕様に変更するとともに、2155号車の優先席の一部（4席分）を「相合席」に、吊り革の一部をハート型に変更した[37]。
  - 2月22日 - 6月5日　台湾鉄路管理局との友好鉄道協定締結1周年を記念し、台鉄で活躍する客車（普快車）と「KEIKYU BLUE SKY TRAIN」の車体色が類似していることから、「KEIKYU BLUE SKY TRAIN」色の2133編成を普快車のデザインに近づけるため、車体、排障器にラッピングを施して、台鉄列車の普快車のデザインとしたラッピング列車を運行した。車両の前後には友好鉄道協定を記念したヘッドマークを掲出していた[38]。当初は3月26日で運行終了予定だったが、好評だったことから6月4日まで運行を延長することとなった。なお、何らかの都合で翌5日までこのラッピングで運行を継続している。
  - 11月14日 - 12月17日　ソニックシリーズ並びにぷよぷよシリーズ発売25周年を記念して、空港線大鳥居駅近くに事業所があるセガゲームスとのコラボレーションで、「KEIKYU BLUE SKY TRAIN」にソニックシリーズとぷよぷよシリーズのキャラクターをラッピングした「京急セガトレイン」を運行[39]。
- 2018年
  - 5月14日 - 6月23日 2149編成が京急環境電車として運行、車体に「ノルエコ」のラッピングを行った。油壷マリンパーク号(2019年3月)
- 2018年 - 2019年

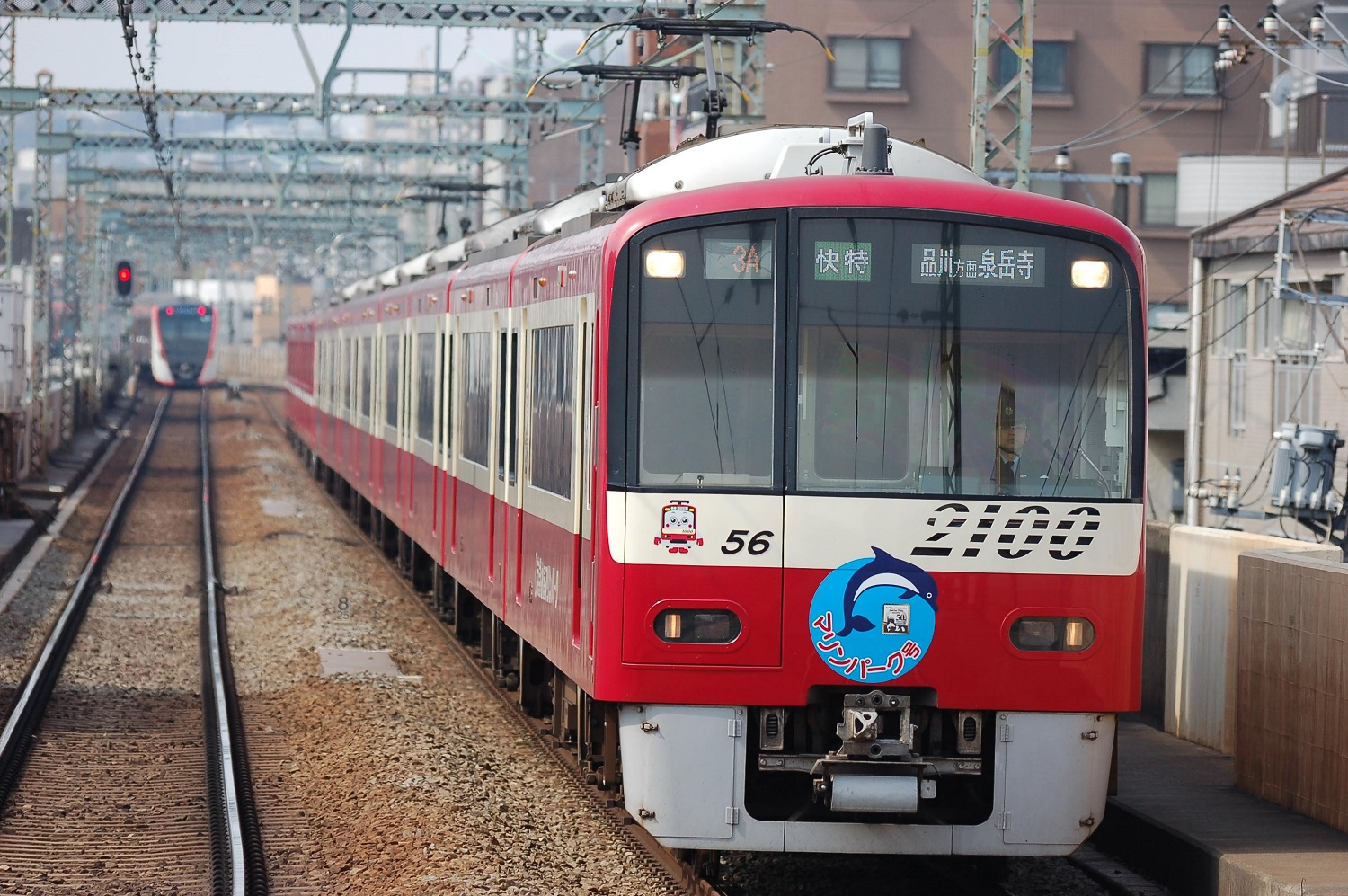
油壷マリンパーク号(2019年3月)

  - 9月1日 - 3月31日　2149編成が油壺マリンパーク号として期間限定運行
  - 10月21日 - 1月12日 2133編成がけいきゅんの7歳の誕生日で、けいきゅん号として運行
    - ※2133編成は1月13日をもってラッピング終了。最後は京急久里浜駅でマリンパーク号と車両交換。
- 2019年
  - 1月1日 初日1号に充当、都営浅草線内を初めて営業運行。2019年1月1日の元日に走らせる「初日号」（特急 三崎口行）の「初日1号」については以前から「都心から乗り換えなしでお出かけできるよう、都営浅草線・浅草橋駅始発となります」とのアナウンスがあり、都営浅草線浅草橋駅始発となった[40]。
- 2020年
  - 2月29日 - 4月18日 春の定期購入キャンペーンの一環で、すみっコぐらし×京急プレミアポイントのラッピングが2149編成で運行された。
  - 9月19日 - 11月28日 「HANEDA INNOVATION CITY」オープン記念に行われた「たべる！あそべる！イノべーる！GO!SKY AREA」キャンペーンではねぴょん号が2133編成で運行された。

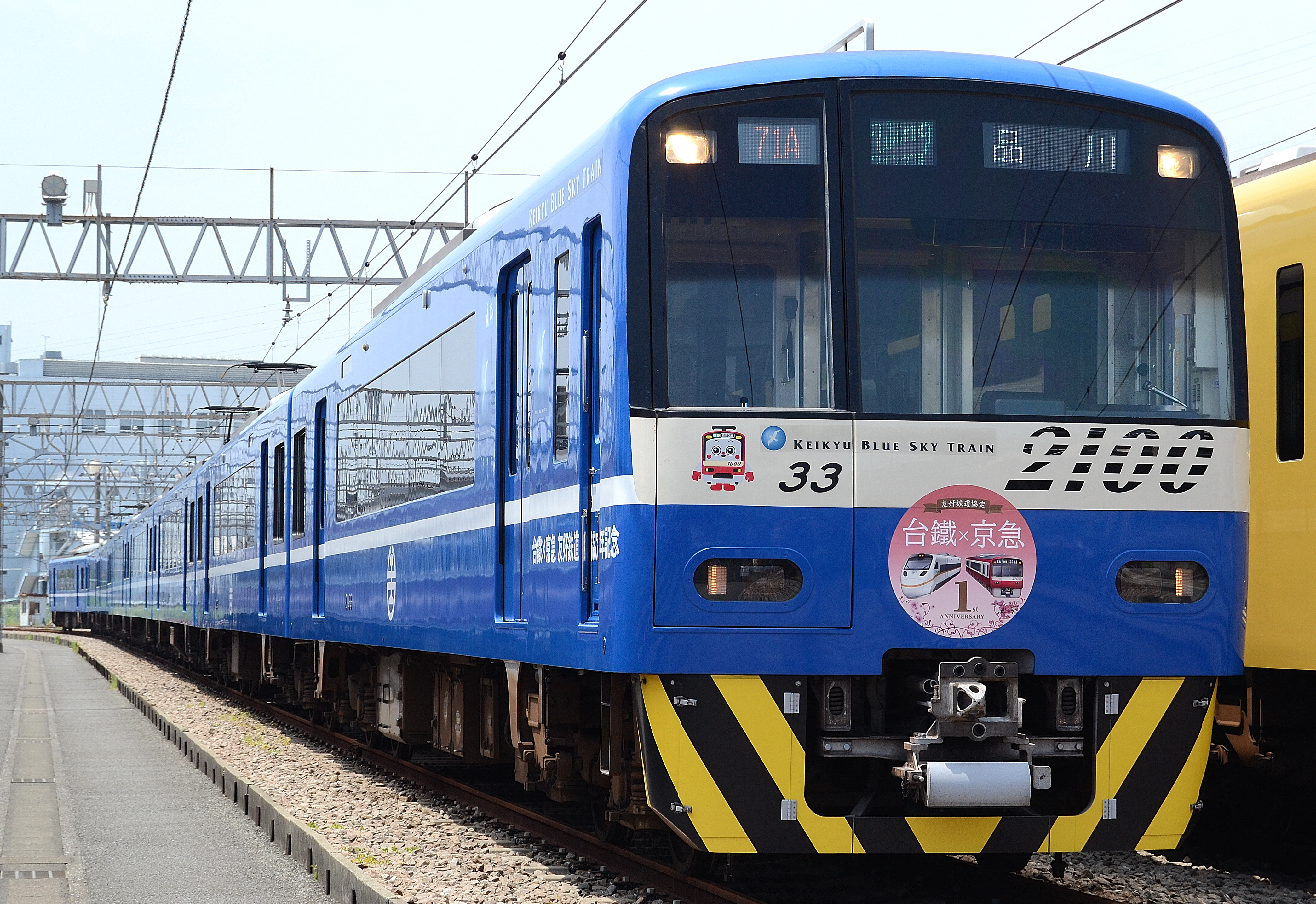
「KEIKYU BLUE SKY TRAIN」色に台湾鉄路管理局の普快車のデザインを施した2133編成 （2016年5月26日 / 久里浜工場）
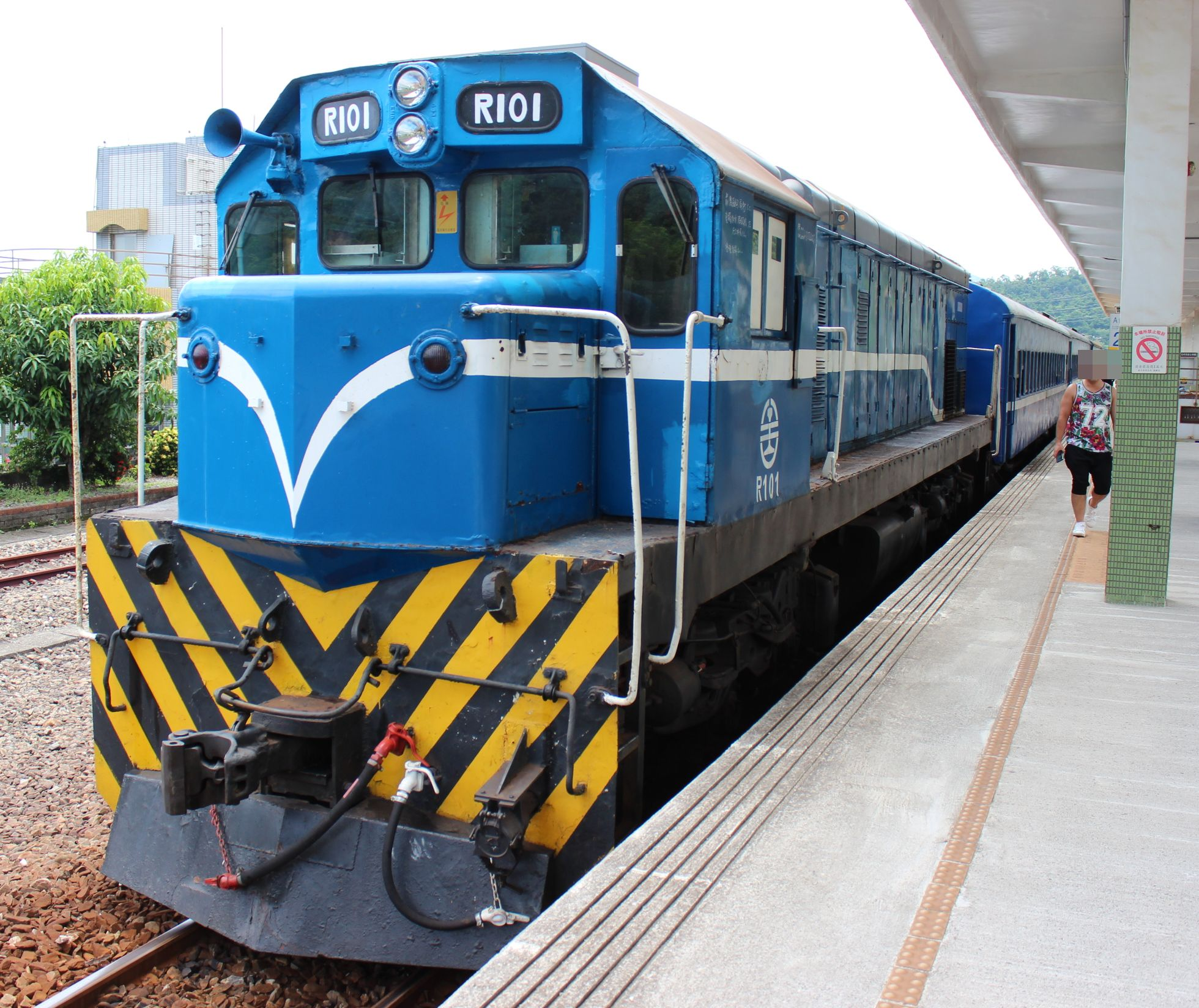
元になった台湾鉄路管理局の普快車 （2015年9月1日 /  大武駅）
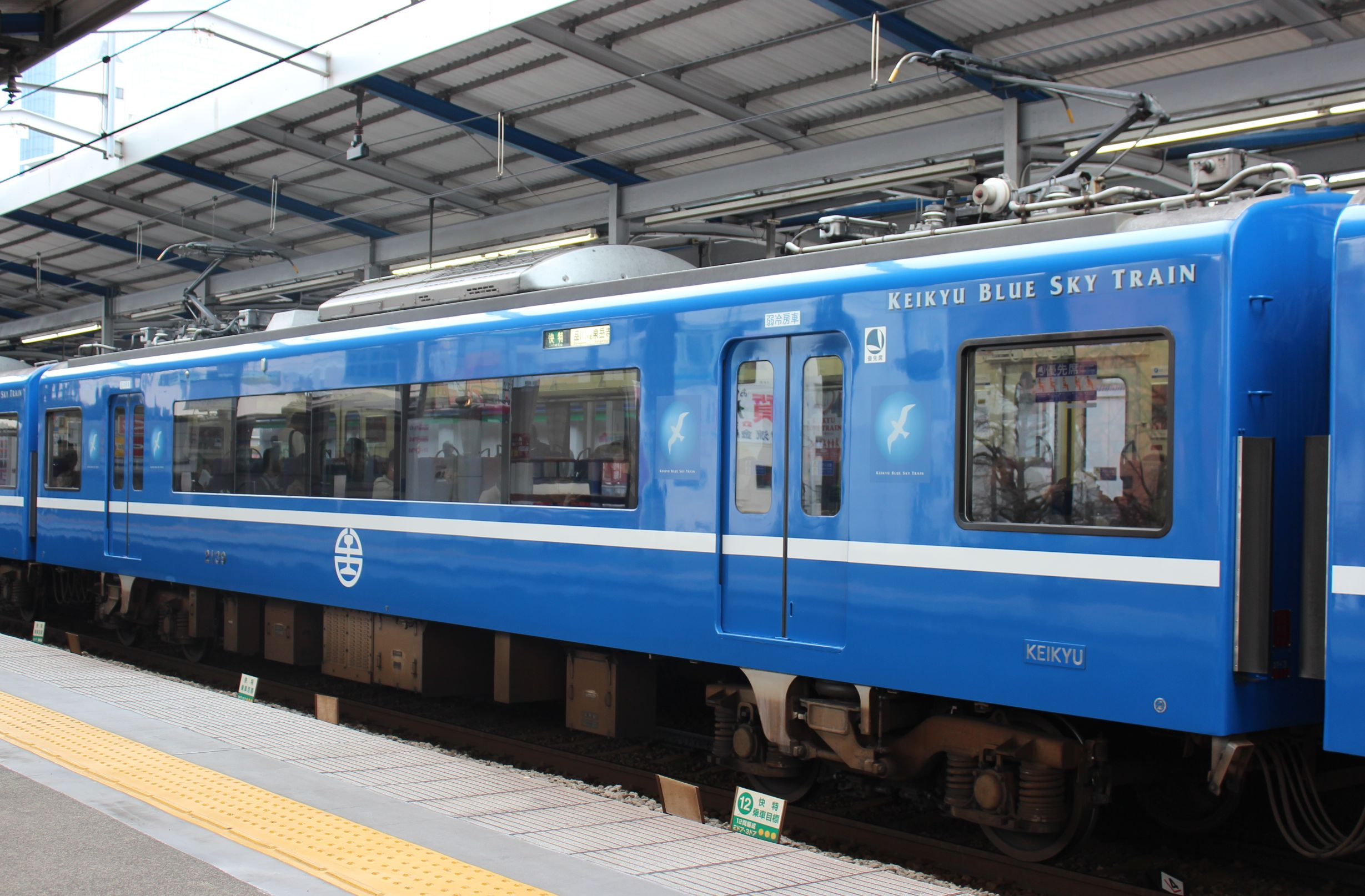
車体に白帯と台鉄のマークがついた （2016年3月6日 /京急川崎）
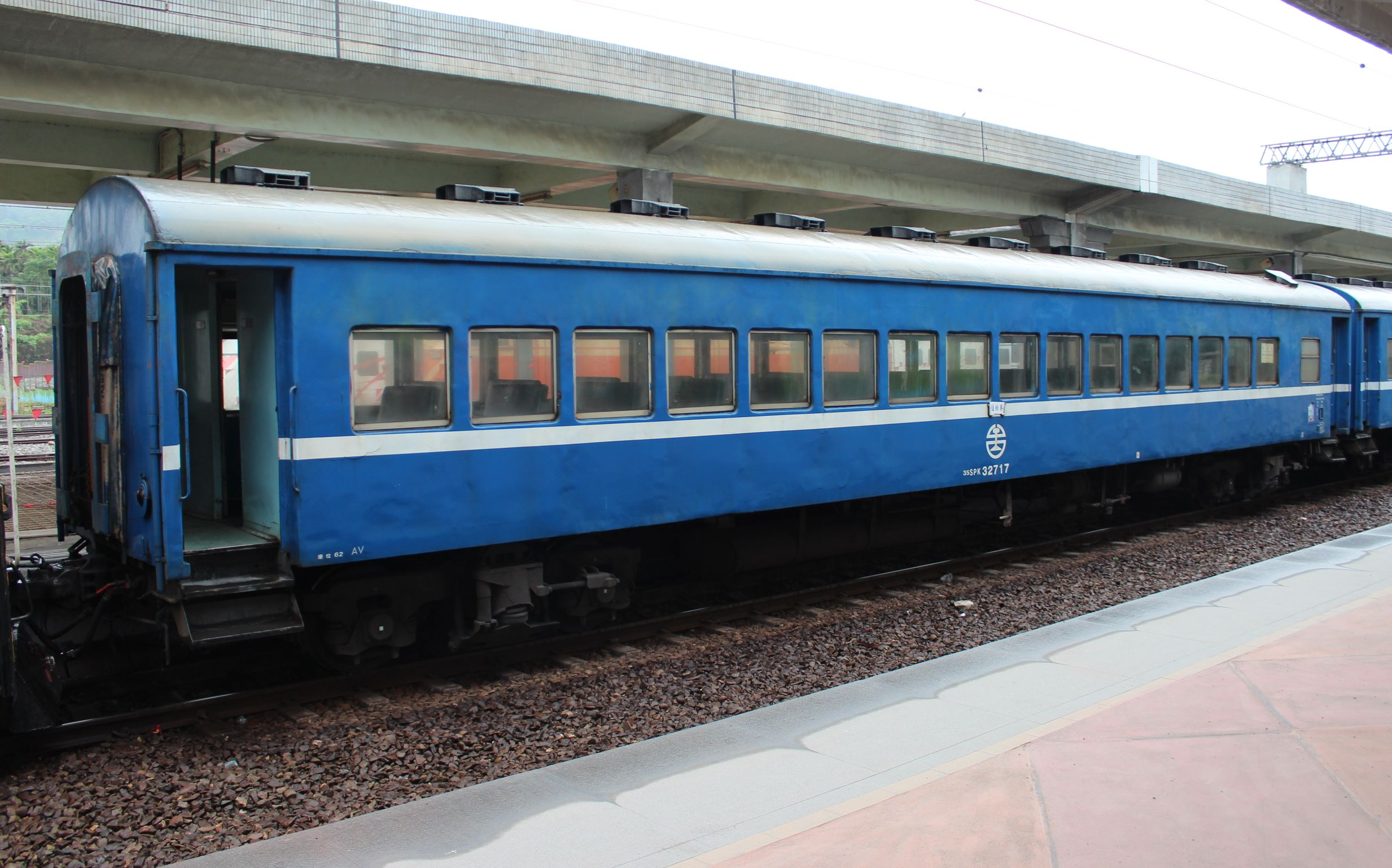
元になった普快車の客車 （2014年5月1日 / 台東駅）

## 編成表
|            | ← 浦賀           | ← 浦賀         | ← 浦賀          | ← 浦賀          | ← 浦賀          | ← 浦賀         | ← 浦賀          | ← 浦賀           | 製造メーカー | 竣工日         | 備考                                                      |
| 形式・車種 | デハ2100形 (Muc) | サハ2100形 (T) | サハ2100形 (Tp) | デハ2100形 (Mu) | デハ2100形 (Ms) | サハ2100形 (T) | サハ2100形 (Tp) | デハ2100形 (Msc) | 製造メーカー | 竣工日         | 備考                                                      |
| 機器配置   | VVVF・CP         | BT             | SIV             | VVVF            | VVVF            | BT             | SIV             | VVVF・CP         | 製造メーカー | 竣工日         | 備考                                                      |
| 車両重量   | 33.0 t           | 24.5 t         | 26.5 t          | 30.5 t          | 30.5 t          | 24.5 t         | 26.5 t          | 33.0 t           | 製造メーカー | 竣工日         | 備考                                                      |
| 1次車      | 2101             | 2102           | 2103            | 2104            | 2105            | 2106           | 2107            | 2108             | 東急車輛     | 1998年2月9日   |                                                           |
| 1次車      | 2109             | 2110           | 2111            | 2112            | 2113            | 2114           | 2115            | 2116             | 川崎重工     | 1998年3月4日   |                                                           |
| 2次車      | 2117             | 2118           | 2119            | 2120            | 2121            | 2122           | 2123            | 2124             | 川崎重工     | 1998年10月27日 |                                                           |
| 2次車      | 2125             | 2126           | 2127            | 2128            | 2129            | 2130           | 2131            | 2132             | 東急車輛     | 1998年10月19日 |                                                           |
| 2次車      | 2133             | 2134           | 2135            | 2136            | 2137            | 2138           | 2139            | 2140             | 東急車輛     | 1998年11月2日  | 「KEIKYU BLUE SKY TRAIN」第3編成（2015年3月 - ）          |
| 3次車      | 2141             | 2142           | 2143            | 2144            | 2145            | 2146           | 2147            | 2148             | 東急車輛     | 1999年4月19日  |                                                           |
| 3次車      | 2149             | 2150           | 2151            | 2152            | 2153            | 2154           | 2155            | 2156             | 東急車輛     | 1999年5月1日   | 京急油壺マリンパーク50年記念                              |
| 3次車      | 2157             | 2158           | 2159            | 2160            | 2161            | 2162           | 2163            | 2164             | 川崎重工     | 1999年5月21日  | 「KEIKYU BLUE SKY TRAIN」第2編成（2005年6月 - 2015年3月） |
| 4次車      | 2165             | 2166           | 2167            | 2168            | 2169            | 2170           | 2171            | 2172             | 川崎重工     | 2000年11月8日  |                                                           |
| 4次車      | 2173             | 2174           | 2175            | 2176            | 2177            | 2178           | 2179            | 2180             | 東急車輛     | 2000年10月30日 |                                                           |

凡例
- VVVF：主制御器 (1C4M)
- SIV：補助電源装置（静止形インバータ）
- CP：空気圧縮機
- BT：蓄電池

備考
- パンタグラフはTp車に2台搭載する。